# Liste der Kulturdenkmäler in Hamburg-Altona-Nord
Die Liste der Kulturdenkmäler in Hamburg-Altona-Nord enthält die in der Denkmalliste ausgewiesenen Denkmäler auf dem Gebiet des Stadtteils Altona-Nord der Freien und Hansestadt Hamburg.
Basis ist der Datensatz Denkmalliste Hamburg auf dem Transparenzportal Hamburg. Dieser enthält alle Objekte, die rechtskräftig nach dem Hamburger Denkmalschutzgesetz vom 5. April 2013 unter Denkmalschutz stehen (§ 6 Abs. 1 DSchG HA) oder zumindest zeitweise standen. Die Denkmalliste steht auch als PDF-Dokument zur Verfügung. Alle Denkmäler in Altona-Nord, die schon nach dem Denkmalschutzgesetz vom 3. Dezember 1973, zuletzt geändert am 27. November 2007, unter Denkmalschutz standen, sind auch auf der Liste der Kulturdenkmäler im Hamburger Bezirk Altona zu finden.

## Legende
- ID: Gibt die vom Denkmalschutzamt Hamburg vergebene Objekt-ID (Identifikationsnummer) des Kulturdenkmals an, (in Klammern gegebenenfalls die Denkmalnummer nach altem Denkmalschutzgesetz).
- Adresse: Nennt den Straßennamen und, wenn vorhanden, die Hausnummer des Kulturdenkmals. Die Grundsortierung der Liste erfolgt nach dieser Adresse.
- Art: Zeigt an, ob es ein Objekt („O“) oder ein Ensemble („E“) ist.
- Datierung: Gibt die Datierung an; das Jahr der Fertigstellung bzw. den Zeitraum der Errichtung.
- Ensemble: Gibt die Nummer des Ensembles an, zu der das Objekt gehört, bzw. bei Ensembles die Nummer des Ensembles selbst.

Hinweis: Die Grundsortierung der Liste erfolgt nach der Adresse und ist alternativ nach ID, Art (Objekt oder Ensemble), Typ, Datierung, Entwurf oder Kurzbeschreibung sortierbar.

| ID           | Adresse | Art | Typ | Kurzbeschreibung                                                                                              | Datierung                                               | Entwurf                                                                              | Ensemble | Bild |
| ------------ | --- | --- | --- | --- | ------------------------------------------------------- | ------------------------------------------------------------------------------------ | -------- | --- |
| 30042        | Alsenplatz 1, 3, 5, Eimsbütteler Straße 91, 93, 95, Langenfelder Straße 81 (Lage) | E   | Etagenhäuser                                                                                                   | Alsenplatz / Eimsbütteler Straße / Langenfelder Straße                                                        | 1892–1903                                               |                                                                                      | 30042    | BW |
| 15489        | Alsenplatz 1 (Lage) | O   | Etagenhaus | | 1893                                                    | Brammann, H.                                                                         | 30042    | |
| 13403        | Alsenplatz 3 (Lage) | O   | Etagenhaus | | 1895                                                    | Winkler, Albert (ausgeführte Planung, nach vorausgehenden Entwürfen von Gustav Otte) | 30042    | |
| 15707        | Alsenplatz 5 (Lage) | O   | Etagenhaus | | 1902                                                    | Raabe & Wöhlecke (Raabe, Ludwig/Wöhlecke, Otto)                                      | 30042    | |
| 30239        | Arnisstraße 1, 2, 3, 4, 6, 8, Augustenburger Straße 3, 5, 7, 11, 13, 15, 17, 19, 21, 23, 25, 27, 29, 31, Düppelstraße 22, 24, 25, 27, Gefionstraße 16, 18, 20, 24, 26, Kieler Straße 12, 14, 16, 16a, 18, Koldingstraße 2, 4, 6, 8, 10, 12, 14, 16 (Lage) | E   | | Siedlung Arnisstraße / Augustenburgerstraße / Düppelstraße / Gefionstraße / Kieler Straße / Koldingstraße     |                                                         |                                                                                      | 30239    | [[Vorlage:Bilderwunsch/code!/C:53.5648,9.9476!/D:Arnisstraße 1, 2, 3, 4, 6, 8, Augustenburger Straße 3, 5, 7, 11, 13, 15, 17, 19, 21, 23, 25, 27, 29, 31, Düppelstraße 22, 24, 25, 27, Gefionstraße 16, 18, 20, 24, 26, Kieler Straße 12, 14, 16, 16a, 18, Koldingstraße 2, 4, 6, 8, 10, 12, 14, 16!/\|BW]] |
| 15175        | Arnisstraße 1 (Lage) | O   | Mehrfamilienhaus (Siedlungsbau); Zubehör (in Umgebung des Gebäudes, darunter Grünflächen, Einfriedungen, Wege) | | 1926–1927                                               | Oelsner, Gustav (Städtisches Hochbauamt)                                             | 30239    | |
| 15519        | Arnisstraße 2 (Lage) | O   | Mehrfamilienhaus (Siedlungsbau); Zubehör (in Umgebung des Gebäudes, darunter Grünflächen, Einfriedungen, Wege) | | 1926–1927                                               | Oelsner, Gustav (Städtisches Hochbauamt)                                             | 30239    | |
| 15754        | Arnisstraße 3 (Lage) | O   | Mehrfamilienhaus (Siedlungsbau); Zubehör (in Umgebung des Gebäudes, darunter Grünflächen, Einfriedungen, Wege) | | 1926–1927                                               | Oelsner, Gustav (Städtisches Hochbauamt)                                             | 30239    | |
| 15713        | Arnisstraße 4 (Lage) | O   | Mehrfamilienhaus (Siedlungsbau); Zubehör (in Umgebung des Gebäudes, darunter Grünflächen, Einfriedungen, Wege) | | 1926–1927                                               | Oelsner, Gustav (Städtisches Hochbauamt)                                             | 30239    | |
| 15654        | Arnisstraße 6 (Lage) | O   | Mehrfamilienhaus (Siedlungsbau); Zubehör (in Umgebung des Gebäudes, darunter Grünflächen, Einfriedungen, Wege) | | 1926–1927                                               | Oelsner, Gustav (Städtisches Hochbauamt)                                             | 30239    | |
| 15751        | Arnisstraße 8 (Lage) | O   | Mehrfamilienhaus (Siedlungsbau); Zubehör (in Umgebung des Gebäudes, darunter Grünflächen, Einfriedungen, Wege) | | 1926–1927                                               | Oelsner, Gustav (Städtisches Hochbauamt)                                             | 30239    | |
| 30040        | Arnkielstraße 3, 5, 7, 15, Langenfelder Straße 60, 62, 64, 64a, 64b, 64c, 64d, 66, 68, 70, 72, 74, 76, Missundestraße 30, 32, 34, 36, 40, 42, 44, 46, 48 (Lage)                                                                                           | E   | | Siedlung Arnkielstraße / Missundestraße / Langenfelder Straße                                                 |                                                         |                                                                                      | 30040    | BW |
| 13168        | Arnkielstraße 3 (Lage) | O   | Etagenhaus | | 1905                                                    | Raabe & Wöhlecke (Raabe, Ludwig/Wöhlecke, Otto)                                      | 30040    | |
| 15749        | Arnkielstraße 5 (Lage) | O   | Etagenhaus | | 1905                                                    | Raabe & Wöhlecke (Raabe, Ludwig/Wöhlecke, Otto)                                      | 30040    | |
| 15748        | Arnkielstraße 7 (Lage) | O   | Etagenhaus | | 1905                                                    | Raabe & Wöhlecke (Raabe, Ludwig/Wöhlecke, Otto)                                      | 30040    | |
| 30275        | Arnkielstraße 14, 16, 18, Langenfelder Straße 50, 52, 54, 56, 58 (Lage) | E   | | Siedlung Arnkielstraße / Langenfelder Straße                                                                  |                                                         |                                                                                      | 30275    | BW |
| 15527        | Arnkielstraße 14 (Lage) | O   | Siedlungsbau                                                                                                   | | 1924                                                    | Oelsner, Gustav                                                                      | 30275    | |
| 15747        | Arnkielstraße 15 (Lage) | O   | Etagenhaus | | 1905                                                    | Raabe & Wöhlecke (Raabe, Ludwig/Wöhlecke, Otto)                                      | 30040    | |
| 15737        | Arnkielstraße 16 (Lage) | O   | Siedlungsbau                                                                                                   | | 1924                                                    | Oelsner, Gustav                                                                      | 30275    | |
| 15727        | Arnkielstraße 18 (Lage) | O   | Siedlungsbau                                                                                                   | | 1924                                                    | Oelsner, Gustav                                                                      | 30275    | |
| 15709        | Augustenburger Straße 3 (Lage) | O   | Mehrfamilienhaus (Siedlungsbau); Zubehör (in Umgebung des Gebäudes, darunter Grünflächen, Einfriedungen, Wege) | | 1926–1927                                               | Oelsner, Gustav (Städtisches Hochbauamt)                                             | 30239    | |
| 15726        | Augustenburger Straße 5 (Lage) | O   | Mehrfamilienhaus (Siedlungsbau); Zubehör (in Umgebung des Gebäudes, darunter Grünflächen, Einfriedungen, Wege) | | 1926–1927                                               | Oelsner, Gustav (Städtisches Hochbauamt)                                             | 30239    | |
| 15743        | Augustenburger Straße 7 (Lage) | O   | Mehrfamilienhaus (Siedlungsbau); Zubehör (in Umgebung des Gebäudes, darunter Grünflächen, Einfriedungen, Wege) | | 1926–1927                                               | Oelsner, Gustav (Städtisches Hochbauamt)                                             | 30239    | |
| 15724        | Augustenburger Straße 11 (Lage) | O   | Mehrfamilienhaus (Siedlungsbau); Zubehör (in Umgebung des Gebäudes, darunter Grünflächen, Einfriedungen, Wege) | | 1926–1927                                               | Oelsner, Gustav (Städtisches Hochbauamt)                                             | 30239    | |
| 15732        | Augustenburger Straße 13 (Lage) | O   | Mehrfamilienhaus (Siedlungsbau); Zubehör (in Umgebung des Gebäudes, darunter Grünflächen, Einfriedungen, Wege) | | 1926–1927                                               | Oelsner, Gustav (Städtisches Hochbauamt)                                             | 30239    | |
| 15722        | Augustenburger Straße 15 (Lage) | O   | Mehrfamilienhaus (Siedlungsbau); Zubehör (in Umgebung des Gebäudes, darunter Grünflächen, Einfriedungen, Wege) | | 1926–1927                                               | Oelsner, Gustav (Städtisches Hochbauamt)                                             | 30239    | |
| 15736        | Augustenburger Straße 17 (Lage) | O   | Mehrfamilienhaus (Siedlungsbau); Zubehör (in Umgebung des Gebäudes, darunter Grünflächen, Einfriedungen, Wege) | | 1926–1927                                               | Oelsner, Gustav (Städtisches Hochbauamt)                                             | 30239    | |
| 15361        | Augustenburger Straße 19 (Lage) | O   | Mehrfamilienhaus (Siedlungsbau); Zubehör (in Umgebung des Gebäudes, darunter Grünflächen, Einfriedungen, Wege) | | 1925–1926; 1950/51 (Wiederaufbau)                       | Oelsner, Gustav (Städtisches Hochbauamt)                                             | 30239    | |
| 15263        | Augustenburger Straße 21 (Lage) | O   | Mehrfamilienhaus (Siedlungsbau); Zubehör (in Umgebung des Gebäudes, darunter Grünflächen, Einfriedungen, Wege) | | 1925–1926; 1950/51 (Wiederaufbau)                       | Oelsner, Gustav (Städtisches Hochbauamt)                                             | 30239    | |
| 15267        | Augustenburger Straße 23 (Lage) | O   | Mehrfamilienhaus (Siedlungsbau); Zubehör (in Umgebung des Gebäudes, darunter Grünflächen, Einfriedungen, Wege) | | 1925–1926; 1950/51 (Wiederaufbau)                       | Oelsner, Gustav (Städtisches Hochbauamt)                                             | 30239    | |
| 15348        | Augustenburger Straße 25 (Lage) | O   | Mehrfamilienhaus (Siedlungsbau); Zubehör (in Umgebung des Gebäudes, darunter Grünflächen, Einfriedungen, Wege) | | 1925–1926; 1950/51 (Wiederaufbau)                       | Oelsner, Gustav (Städtisches Hochbauamt)                                             | 30239    | |
| 15147        | Augustenburger Straße 27 (Lage) | O   | Mehrfamilienhaus (Siedlungsbau); Zubehör (in Umgebung des Gebäudes, darunter Grünflächen, Einfriedungen, Wege) | | 1925–1926; 1950/51 (Wiederaufbau)                       | Oelsner, Gustav (Städtisches Hochbauamt)                                             | 30239    | |
| 15505        | Augustenburger Straße 29 (Lage) | O   | Mehrfamilienhaus (Siedlungsbau); Zubehör (in Umgebung des Gebäudes, darunter Grünflächen, Einfriedungen, Wege) | | 1925–1926; 1950/51 (Wiederaufbau)                       | Oelsner, Gustav (Städtisches Hochbauamt)                                             | 30239    | |
| 15158        | Augustenburger Straße 31 (Lage) | O   | Mehrfamilienhaus (Siedlungsbau); Zubehör (in Umgebung des Gebäudes, darunter Grünflächen, Einfriedungen, Wege) | | 1925–1926; 1950/51 (Wiederaufbau)                       | Oelsner, Gustav (Städtisches Hochbauamt)                                             | 30239    | |
| 30333        | Bei der Friedenseiche o.Nr., Julius-Leber-Straße o.Nr., Max-Brauer-Allee o.Nr. (Lage) | E   | | Alleeabschnitte Julius-Leber-Straße und Max-Brauer-Allee mit Platzanlage Bei der Friedenseiche                |                                                         |                                                                                      | 30333    | BW |
| 30309        | Bodenstedtstraße 10, Helenenstraße 17, 19, Zeiseweg 4, 6, 8, 10, 12, 14, 16, 18 (Lage) | E   | | Bodenstedtstraße / Helenenstraße / Zeiseweg                                                                   |                                                         |                                                                                      | 30309    | BW |
| 16759        | Bodenstedtstraße 10 (Lage) | O   | Etagenhaus | | 1950                                                    | Meyer, Hans                                                                          | 30309    | |
| 15731        | Düppelstraße 22 (Lage) | O   | Mehrfamilienhaus (Siedlungsbau); Zubehör (in Umgebung des Gebäudes, darunter Grünflächen, Einfriedungen, Wege) | | 1926–1927                                               | Oelsner, Gustav (Städtisches Hochbauamt)                                             | 30239    | |
| 15165        | Düppelstraße 24 (Lage) | O   | Mehrfamilienhaus (Siedlungsbau); Zubehör (in Umgebung des Gebäudes, darunter Grünflächen, Einfriedungen, Wege) | | 1926–1927                                               | Oelsner, Gustav (Städtisches Hochbauamt)                                             | 30239    | |
| 15486        | Düppelstraße 25 (Lage) | O   | Mehrfamilienhaus (Siedlungsbau); Zubehör (in Umgebung des Gebäudes, darunter Grünflächen, Einfriedungen, Wege) | | 1926–1927; 1950/51 (Wiederaufbau)                       | Oelsner, Gustav (Städtisches Hochbauamt); Köster und Holst (Wiederaufbau 1950/51)    | 30239    | |
| 14803        | Düppelstraße 25, 27 (Lage) | O   | Transformatorenhaus                                                                                            | | 1926–1927                                               | Oelsner, Gustav (Städtisches Hochbauamt)                                             | 30239    | |
| 15248        | Düppelstraße 27 (Lage) | O   | Mehrfamilienhaus (Siedlungsbau); Zubehör (in Umgebung des Gebäudes, darunter Grünflächen, Einfriedungen, Wege) | | 1926–1927; 1950/51 (Wiederaufbau)                       | Oelsner, Gustav (Städtisches Hochbauamt); Köster und Holst (Wiederaufbau 1950/51)    | 30239    | |
| 30048        | Duschweg 1, 3, 7, 9, 11, 13, 15, 17, 19, 21, 23, 25, Langenfelder Straße 7 (Lage) | E   | Etagenhäuser; u. a.                                                                                            | Duschweg / Langenfelder Straße                                                                                | 1875–1877                                               |                                                                                      | 30048    | |
| 13997        | Duschweg 1, 3, Langenfelder Straße 7 (Lage) | O   | Etagenhaus | | 1877                                                    | Hartick, Julius                                                                      | 30048    | |
| 15710        | Duschweg 7, 9, 11 (Lage) | O   | Etagenhaus | | 1875–1877                                               | Heldt, C.                                                                            | 30048    | |
| 15756        | Duschweg 13, 15, 17 (Lage) | O   | Etagenhaus | | 1875–1877                                               | Heldt, C.                                                                            | 30048    | |
| 14004        | Duschweg 19 (Lage) | O   | Etagenhaus | | 1875–1877                                               | Heldt, C.                                                                            | 30048    | |
| 15516        | Duschweg 21, 23, 25 (Lage) | O   | Etagenhaus | | 1877                                                    | Strack, Otto                                                                         | 30048    | |
| 30047        | Eggerstedtstraße 20, 22, 24, 26, 28, 30, 36, 37, 38, 39, Zeiseweg 38, 40, 42 (Lage) | E   | | Eggerstedtstraße / Zeiseweg                                                                                   |                                                         |                                                                                      | 30047    | BW |
| 15483        | Eggerstedtstraße 20 (Lage) | O   | Etagenhaus | | 1870/75, um                                             |                                                                                      | 30047    | |
| 13385        | Eggerstedtstraße 22 (Lage) | O   | Etagenhaus | | 1870/75, um                                             |                                                                                      | 30047    | |
| 13178        | Eggerstedtstraße 24 (Lage) | O   | Etagenhaus | | 1875                                                    | Liedtke, Johannes                                                                    | 30047    | |
| 15581        | Eggerstedtstraße 26 (Lage) | O   | Etagenhaus | | 1887                                                    | Bregartner, Wilhelm                                                                  | 30047    | |
| 15671        | Eggerstedtstraße 28, 30 (Lage) | O   | Etagenhaus | | 1887                                                    | Bregartner, Wilhelm                                                                  | 30047    | |
| 15665        | Eggerstedtstraße 36, 38, Zeiseweg 38 (Lage) | O   | Etagenhaus | | 1870/75, um                                             |                                                                                      | 30047    | |
| 15479        | Eggerstedtstraße 37, 39 (Lage) | O   | Etagenhaus | | 1875, um                                                |                                                                                      | 30047    | |
| 30238        | Eggerstedtstraße 72, 74, 76, 78, 80, 82, 84, 86 (Lage) | E   | | Eggerstedtstraße 72-86                                                                                        |                                                         |                                                                                      | 30238    | BW |
| 15373        | Eggerstedtstraße 72 (Lage) | O   | Etagenhaus | | 1890                                                    | Schaar & Hintzpeter (Schaar, Adolf/Hintzpeter, Cäsar L.)                             | 30238    | |
| 15160        | Eggerstedtstraße 74 (Lage) | O   | Etagenhaus | | 1890                                                    | Schaar & Hintzpeter (Schaar, Adolf/Hintzpeter, Cäsar L.)                             | 30238    | |
| 13993        | Eggerstedtstraße 76 (Lage) | O   | Etagenhaus | | 1890                                                    | Schaar & Hintzpeter (Schaar, Adolf/Hintzpeter, Cäsar L.)                             | 30238    | |
| 15662        | Eggerstedtstraße 78 (Lage) | O   | Etagenhaus | | 1901                                                    | Liebel, H.                                                                           | 30238    | |
| 15656        | Eggerstedtstraße 80 (Lage) | O   | Etagenhaus | | 1901                                                    | Liebel, H.                                                                           | 30238    | |
| 16767        | Eggerstedtstraße 82 (Lage) | O   | Etagenhaus | | 1901                                                    | Liebel, H.                                                                           | 30238    | |
| 16245        | Eggerstedtstraße 84 (Lage) | O   | Etagenhaus | | 1901                                                    | Liebel, H.                                                                           | 30238    | |
| 15767        | Eggerstedtstraße 86 (Lage) | O   | Etagenhaus | | 1901                                                    | Liebel, H.                                                                           | 30238    | |
| 13994        | Eimsbütteler Straße 91 (Lage) | O   | Etagenhaus | | 1893                                                    | Brammann, H.                                                                         | 30042    | |
| 15745        | Eimsbütteler Straße 93, 95 (Lage) | O   | Etagenhaus | | 1893                                                    | Brammann, H.                                                                         | 30042    | |
| 30147        | Eimsbütteler Straße 119, 121, 123, 125, 127, 127a, 129, Langenfelder Straße 107, 109, 111, Paulinenallee 48, 50, 52, 54, 56, 58, 60 (Lage) | E   | | Eimsbütteler Straße / Langenfelder Straße / Paulinenallee                                                     |                                                         |                                                                                      | 30147    | BW |
| 15269        | Eimsbütteler Straße 119 (Lage) | O   | Etagenhaus | | 1902                                                    | Olesen, Johannes                                                                     | 30147    | |
| 15270        | Eimsbütteler Straße 121 (Lage) | O   | Etagenhaus | | 1904                                                    | Martin, W.                                                                           | 30147    | |
| 13055        | Eimsbütteler Straße 123 (Lage) | O   | Etagenhaus | | 1906/07                                                 | Liebel & Klaus                                                                       | 30147    | |
| 15510        | Eimsbütteler Straße 125 (Lage) | O   | Etagenhaus | | 1906/07                                                 | Liebel & Klaus                                                                       | 30147    | |
| 14940        | Eimsbütteler Straße 127 (Lage) | O   | Etagenhaus | | 1906/07                                                 | Liebel & Klaus                                                                       | 30147    | |
| 15182        | Eimsbütteler Straße 127a (Lage) | O   | Etagenhaus | | 1906/07                                                 | Liebel & Klaus                                                                       | 30147    | |
| 15501        | Eimsbütteler Straße 129 (Lage) | O   | Etagenhaus | | 1906/07                                                 | Liebel & Klaus                                                                       | 30147    | |
| 30273        | Eimsbütteler Straße 139, Glücksburger Straße 6, 8, 10, 12, 14, 16, 18, 20, 22, 24, Langenfelder Straße 117, Ophagen 1, 3, Stenvort 1 (Lage) | E   | | Eimsbütteler Straße / Glücksburger Straße / Langenfelder Straße / Ophagen / Stenvort                          |                                                         |                                                                                      | 30273    | BW |
| 15499        | Eimsbütteler Straße 139 (Lage) | O   | Etagenhaus | | 1910                                                    | Neugebauer, Fritz                                                                    | 30273    | |
| 31253        | Elbberg o.Nr., Große Elbstraße o.Nr., Kaistraße o.Nr., Max-Brauer-Allee o.Nr., Palmaille o.Nr., Paul-Nevermann-Platz o.Nr., Präsident-Krahn-Straße o.Nr. (Lage)                                                                                           | E   | | Hafenbahn Altona                                                                                              |                                                         |                                                                                      | 31253    | BW |
| 30312        | Gaußstraße 2, Harkortstraße 79, 79, 81, 81, 125, 125 (Lage) | E   | | Güterbahnhof / Bahnbetriebswerk Altona Harkortstraße                                                          |                                                         |                                                                                      | 30312    | BW |
| 38881        | Gaußstraße 2, Harkortstraße 79, 81, 125 (Lage) | O   | Bahnhofsanlagen (Wasserturm; Tunnel; u. a.)                                                                    | Güterbahnhof / Bahnbetriebswerk Altona                                                                        | 19. Jh. spätes 20. Jh., 1. Hälfte (nach 1882)           |                                                                                      | 30312    | |
| 30041        | Gefionstraße 8, 10, 12, Missundestraße 27, 29, 31, 33, 35 (Lage) | E   | | Gefionstraße / Missundestraße                                                                                 |                                                         |                                                                                      | 30041    | |
| 15345        | Gefionstraße 8 (Lage) | O   | Siedlungsbau                                                                                                   | | 1957/58                                                 | Rudolph, H.                                                                          | 30041    | |
| 15740        | Gefionstraße 10 (Lage) | O   | Siedlungsbau                                                                                                   | | 1957/58                                                 | Rudolph, H.                                                                          | 30041    | |
| 13391        | Gefionstraße 12 (Lage) | O   | Siedlungsbau                                                                                                   | | 1957/58                                                 | Rudolph, H.                                                                          | 30041    | |
| 14006        | Gefionstraße 16 (Lage) | O   | Mehrfamilienhaus (Siedlungsbau); Zubehör (in Umgebung des Gebäudes, darunter Grünflächen, Einfriedungen, Wege) | | 1926–1927                                               | Oelsner, Gustav (Städtisches Hochbauamt)                                             | 30239    | |
| 15716        | Gefionstraße 18 (Lage) | O   | Mehrfamilienhaus (Siedlungsbau); Zubehör (in Umgebung des Gebäudes, darunter Grünflächen, Einfriedungen, Wege) | | 1926–1927                                               | Oelsner, Gustav (Städtisches Hochbauamt)                                             | 30239    | |
| 15164        | Gefionstraße 20 (Lage) | O   | Mehrfamilienhaus (Siedlungsbau); Zubehör (in Umgebung des Gebäudes, darunter Grünflächen, Einfriedungen, Wege) | | 1926–1927                                               | Oelsner, Gustav (Städtisches Hochbauamt)                                             | 30239    | |
| 15746        | Gefionstraße 24 (Lage) | O   | Mehrfamilienhaus (Siedlungsbau); Zubehör (in Umgebung des Gebäudes, darunter Grünflächen, Einfriedungen, Wege) | | 1926–1927; 1950/51 (Wiederaufbau)                       | Oelsner, Gustav (Städtisches Hochbauamt)                                             | 30239    | |
| 15652        | Gefionstraße 26 (Lage) | O   | Mehrfamilienhaus (Siedlungsbau); Zubehör (in Umgebung des Gebäudes, darunter Grünflächen, Einfriedungen, Wege) | | 1926–1927; 1950/51 (Wiederaufbau)                       | Oelsner, Gustav (Städtisches Hochbauamt)                                             | 30239    | |
| 30277        | Gerichtstraße 1, 3, 5, 7, 9, 11, Julius-Leber-Straße 8, 10, 12 (Lage) | E   | | Gerichtstraße / Julius-Leber-Straße                                                                           |                                                         |                                                                                      | 30277    | BW |
| 15692        | Gerichtstraße 1 (Lage) | O   | Etagenhaus | | 1902                                                    | Markmann, Gustav                                                                     | 30277    | |
| 30151        | Gerichtstraße 2, 2a, 4, 4a, 6, 6a, 8, Hans-Sachs-Straße 2, 4, 6, 8, 10, 12, Max-Brauer-Allee 87, Schnellstraße 15, 17, 19, 21 (Lage) | E   | | Gerichtstraße / Max-Brauer-Allee / Hans-Sachs-Straße / Schnellstraße                                          |                                                         |                                                                                      | 30151    | BW |
| 15170        | Gerichtstraße 2, 2a, Max-Brauer-Allee 87 (Lage) | O   | Etagenhaus | | 1953                                                    | Meyer, Hans                                                                          | 30151    | |
| 15699        | Gerichtstraße 3 (Lage) | O   | Etagenhaus | | 1910, um                                                | Markmann, Gustav (Entwurf)                                                           | 30277    | |
| 15371        | Gerichtstraße 4 (Lage) | O   | Etagenhaus | | 1953                                                    | Meyer, Hans                                                                          | 30151    | |
| 15686        | Gerichtstraße 4a (Lage) | O   | Etagenhaus | | 1953                                                    | Meyer, Hans                                                                          | 30151    | |
| 15365        | Gerichtstraße 5 (Lage) | O   | Gebäude | | 1910, um                                                | Markmann, Gustav (Entwurf)                                                           | 30277    | |
| 15255        | Gerichtstraße 6 (Lage) | O   | Etagenhaus | | 1953                                                    | Meyer, Hans                                                                          | 30151    | |
| 15695        | Gerichtstraße 6a (Lage) | O   | Etagenhaus | | 1953                                                    | Meyer, Hans                                                                          | 30151    | |
| 15485        | Gerichtstraße 7 (Lage) | O   | Etagenhaus | | 1913                                                    | Lehmann, W.                                                                          | 30277    | |
| 13397        | Gerichtstraße 8 (Lage) | O   | Etagenhaus | | 1953                                                    | Meyer, Hans                                                                          | 30151    | |
| 15266        | Gerichtstraße 9 (Lage) | O   | Etagenhaus | | 1913                                                    | Lehmann, W.                                                                          | 30277    | |
| 30234        | Gerichtstraße 10, 12, 14, 16, 18, 20, 22, 24, 26, 28, 30, 32, 34, 36, 38, 40, Hans-Sachs-Straße 1, 3, 5, 7, 9, 11, Haubachstraße 42, 44, Schnellstraße 23, 25, 27, 29, 31, 33, 35, 37, 39, 41, 43, 45 (Lage)                                              | E   | | Siedlung Gerichtstraße / Hans-Sachs-Straße / Haubachstraße / Schnellstraße                                    |                                                         |                                                                                      | 30234    | BW |
| 15504        | Gerichtstraße 10 (Lage) | O   | Etagenhaus | | 1900-05                                                 | Wedegärtner, August                                                                  | 30234    | |
| 15478        | Gerichtstraße 11 (Lage) | O   | Etagenhaus | | 1913                                                    | Müller, Heinrich W.                                                                  | 30277    | |
| 15488        | Gerichtstraße 12 (Lage) | O   | Etagenhaus | | 1900-05                                                 | Wedegärtner, August                                                                  | 30234    | |
| 30146        | Gerichtstraße 13, 17, Löfflerstraße 6, 8, 10, 12, 14, 16, 18, 20, 22, 24 (Lage) | E   | | Siedlung Gerichtstraße / Löfflerstraße                                                                        |                                                         |                                                                                      | 30146    | BW |
| 16771        | Gerichtstraße 13 (Lage) | O   | Siedlungsbau                                                                                                   | | 1902-05                                                 | Wedegärtner, August                                                                  | 30146    | |
| 15696        | Gerichtstraße 14 (Lage) | O   | Etagenhaus | | 1900-05                                                 | Wedegärtner, August                                                                  | 30234    | |
| 15265        | Gerichtstraße 16 (Lage) | O   | Etagenhaus | | 1900-05                                                 | Wedegärtner, August                                                                  | 30234    | |
| 15480        | Gerichtstraße 17 (Lage) | O   | Gebäude | | 1902-05                                                 | Wedegärtner, August                                                                  | 30146    | |
| 14931        | Gerichtstraße 18 (Lage) | O   | Etagenhaus | | 1900-05                                                 | Wedegärtner, August                                                                  | 30234    | |
| 13392        | Gerichtstraße 20 (Lage) | O   | Etagenhaus | | 1900–05                                                 | Wedegärtner, August                                                                  | 30234    | |
| 30049        | Gerichtstraße 21, 23, 25, 27, 29, Goetheallee 24, 26, 28, 30, Haubachstraße 14, 16, 18, 24, 26, 28, 30, 32, 34, 36, 38, 40, Löfflerstraße 5, 7, 9, 11, 13, 15, 17, 19, 21, 23, 25, 27 (Lage)                                                              | E   | | Gerichtstraße / Goetheallee / Haubachstraße / Löfflerstraße                                                   |                                                         |                                                                                      | 30049    | BW |
| 13056        | Gerichtstraße 21 (Lage) | O   | Etagenhaus | | 1902-05                                                 | Wedegärtner, August                                                                  | 30049    | |
| 15155        | Gerichtstraße 22 (Lage) | O   | Etagenhaus | | 1900-05                                                 | Wedegärtner, August                                                                  | 30234    | |
| 13043        | Gerichtstraße 23 (Lage) | O   | Etagenhaus | | 1902-05                                                 | Wedegärtner, August                                                                  | 30049    | |
| 15761        | Gerichtstraße 24 (Lage) | O   | Etagenhaus | | 1900-05                                                 | Wedegärtner, August                                                                  | 30234    | |
| 16761        | Gerichtstraße 25 (Lage) | O   | Etagenhaus | | 1902-05                                                 | Wedegärtner, August                                                                  | 30049    | |
| 15517        | Gerichtstraße 26 (Lage) | O   | Etagenhaus | | 1900-05                                                 | Wedegärtner, August                                                                  | 30234    | |
| 16241        | Gerichtstraße 27 (Lage) | O   | Etagenhaus | | 1902-05                                                 | Wedegärtner, August                                                                  | 30049    | |
| 15530        | Gerichtstraße 28 (Lage) | O   | Etagenhaus | | 1900-05                                                 | Wedegärtner, August                                                                  | 30234    | |
| 14924        | Gerichtstraße 29 (Lage) | O   | Etagenhaus | | 1902-05                                                 | Wedegärtner, August                                                                  | 30049    | |
| 15684        | Gerichtstraße 30 (Lage) | O   | Etagenhaus | | 1900-05                                                 | Wedegärtner, August                                                                  | 30234    | |
| 15683        | Gerichtstraße 32 (Lage) | O   | Etagenhaus | | 1900-05                                                 | Wedegärtner, August                                                                  | 30234    | |
| 15657        | Gerichtstraße 34 (Lage) | O   | Etagenhaus | | 1900-05                                                 | Wedegärtner, August                                                                  | 30234    | |
| 13387        | Gerichtstraße 36 (Lage) | O   | Etagenhaus | | 1900–05                                                 | Wedegärtner, August                                                                  | 30234    | |
| 15655        | Gerichtstraße 38 (Lage) | O   | Etagenhaus | | 1900–05                                                 | Wedegärtner, August                                                                  | 30234    | |
| 13390        | Gerichtstraße 40 (Lage) | O   | Etagenhaus | | 1900–05                                                 | Wedegärtner, August                                                                  | 30234    | |
| 30045        | Gerichtstraße 44, 46, 48, 50, Haubachstraße 43, 45, 47, 49, Vereinsweg 1, 3, 7 (Lage) | E   | | Gerichtstraße / Vereinsweg / Haubachstraße                                                                    |                                                         |                                                                                      | 30045    | BW |
| 15359        | Gerichtstraße 44 (Lage) | O   | Etagenhaus | | 1911/1912                                               | Meyer, Hans                                                                          | 30045    | |
| 13176        | Gerichtstraße 46 (Lage) | O   | Etagenhaus | | 1911/1912                                               | Meyer, Hans                                                                          | 30045    | |
| 13393        | Gerichtstraße 48 (Lage) | O   | Etagenhaus | | 1911/1912                                               | Meyer, Hans                                                                          | 30045    | |
| 15721        | Gerichtstraße 50 (Lage) | O   | Etagenhaus | | 1911/1912                                               | Meyer, Hans                                                                          | 30045    | |
| 30311        | Glücksburger Straße 3, 5, 7 (Lage) | E   | | Glücksburger Straße 3-7                                                                                       |                                                         |                                                                                      | 30311    | BW |
| 15185        | Glücksburger Straße 3 (Lage) | O   | Etagenhaus | | 1911                                                    | Wendt, Emil                                                                          | 30311    | |
| 15506        | Glücksburger Straße 5 (Lage) | O   | Etagenhaus | | 1911                                                    | Wendt, Emil                                                                          | 30311    | |
| 15498        | Glücksburger Straße 6 (Lage) | O   | Etagenhaus | | 1910                                                    | Neugebauer, Fritz                                                                    | 30273    | |
| 14952        | Glücksburger Straße 7 (Lage) | O   | Etagenhaus | | 1911                                                    | Lehmann, Hermann                                                                     | 30311    | |
| 15176        | Glücksburger Straße 8 (Lage) | O   | Etagenhaus | | 1910                                                    | Wendt, Emil                                                                          | 30273    | |
| 30217        | Glücksburger Straße 9, 11, 13, 15, 17, 19, Langenfelder Straße 113, 115, 115a (Lage) | E   | | Glücksburger Straße / Langenfelder Straße                                                                     |                                                         |                                                                                      | 30217    | BW |
| 14324 (1586) | Glücksburger Straße 9 (Lage) | O   | Siedlungsbau                                                                                                   | | 1920, um                                                |                                                                                      | 30217    | |
| 15183        | Glücksburger Straße 10 (Lage) | O   | Etagenhaus | | 1906                                                    | Brennecke, Gustav                                                                    | 30273    | |
| 14325 (1586) | Glücksburger Straße 11 (Lage) | O   | Siedlungsbau                                                                                                   | | 1920, um                                                |                                                                                      | 30217    | |
| 14001        | Glücksburger Straße 12 (Lage) | O   | Etagenhaus | | 1906                                                    | Folck, Hermann                                                                       | 30273    | |
| 14326 (1586) | Glücksburger Straße 13 (Lage) | O   | Siedlungsbau                                                                                                   | | 1920, um                                                |                                                                                      | 30217    | |
| 15173        | Glücksburger Straße 14 (Lage) | O   | Etagenhaus | | 1907                                                    | Liebel & Klaus (Grundriss)/Knief, Eduard (Fassade)                                   | 30273    | |
| 14327 (1586) | Glücksburger Straße 15 (Lage) | O   | Siedlungsbau                                                                                                   | | 1920, um                                                |                                                                                      | 30217    | |
| 15362        | Glücksburger Straße 16 (Lage) | O   | Etagenhaus | | 1907                                                    | Liebel & Klaus (Grundriss)/Knief, Eduard (Fassade)                                   | 30273    | |
| 14328 (1586) | Glücksburger Straße 17 (Lage) | O   | Siedlungsbau                                                                                                   | | 1920, um                                                |                                                                                      | 30217    | |
| 15477        | Glücksburger Straße 18 (Lage) | O   | Etagenhaus | | 1907                                                    | Liebel & Klaus (Grundriss)/Knief, Eduard (Fassade)                                   | 30273    | |
| 14333 (1586) | Glücksburger Straße 19 (Lage) | O   | Siedlungsbau                                                                                                   | | 1920, um                                                |                                                                                      | 30217    | |
| 15370        | Glücksburger Straße 20 (Lage) | O   | Etagenhaus | | 1906                                                    | Liebel & Klaus                                                                       | 30273    | |
| 15509        | Glücksburger Straße 22 (Lage) | O   | Etagenhaus | | 1906                                                    | Liebel & Klaus                                                                       | 30273    | |
| 15253        | Glücksburger Straße 24 (Lage) | O   | Etagenhaus | | 1905                                                    | Liebel & Klaus                                                                       | 30273    | |
| 30313        | Goetheallee 4, Max-Brauer-Allee 69, 71 (Lage) | E   | | Altonaer Spar- und Bauverein Goetheallee / Max-Brauer-Allee                                                   |                                                         |                                                                                      | 30313    | BW |
| 15521        | Goetheallee 4, Max-Brauer-Allee 69 (Lage) | O   | Verwaltungsgebäude/Mehrfamilienhaus; Skulpturen (zwei Skulpturen, ehem. Schmuck der Außentreppe)               | Geschäftsstelle des Altonaer Spar- und Bauvereins                                                             | 1929/1930                                               | Meyer, Hans                                                                          | 30313    | |
| 30334        | Goetheallee 17, Julius-Leber-Straße 19 (Lage) | E   | | Goetheallee / Julius-Leber-Straße                                                                             |                                                         | Brünicke, Wilhelm                                                                    | 30334    | |
| 15688        | Goetheallee 17 (Lage) | O   | Etagenhaus | | 1927                                                    | Brünicke, Wilhelm                                                                    | 30334    | |
| 15531        | Goetheallee 24 (Lage) | O   | Etagenhaus | | 1902–05                                                 |                                                                                      | 30049    | |
| 15690        | Goetheallee 26 (Lage) | O   | Etagenhaus | | 1902–05                                                 |                                                                                      | 30049    | |
| 15481        | Goetheallee 28 (Lage) | O   | Etagenhaus | | 1902–05                                                 |                                                                                      | 30049    | |
| 15364        | Goetheallee 30 (Lage) | O   | Etagenhaus | | 1902–05                                                 |                                                                                      | 30049    | |
| 30332        | Goldbachstraße 1, 3, Haubachstraße 46, 48, Schnellstraße 30, 32, 34 (Lage) | E   | | Goldbachstraße / Haubachstraße / Schnellstraße                                                                |                                                         |                                                                                      | 30332    | BW |
| 15670        | Goldbachstraße 1 (Lage) | O   | Etagenhaus | | 1897                                                    | Wedegärtner, August                                                                  | 30332    | |
| 15753        | Goldbachstraße 3 (Lage) | O   | Etagenhaus | | 1897                                                    | Wedegärtner, August                                                                  | 30332    | |
| 30276        | Goldbachstraße 9, Haubachstraße 60, 62, o.Nr., o.Nr., südwestlich von Nr. 60, Zeiseweg 9 (Lage) | E   | | Viktoria-Kaserne Goldbachstraße / Haubachstraße / Zeiseweg                                                    |                                                         |                                                                                      | 30276    | |
| 38906        | Goldbachstraße 9, Haubachstraße o.Nr., o.Nr., südwestlich von Nr. 60 (Lage) | O   | Kasernengebäude; Einfriedung                                                                                   | Viktoria-Kaserne (Feldfahrzeugschuppen III)                                                                   | 1895, ca.                                               |                                                                                      | 30276    | |
| 15693        | Hans-Sachs-Straße 1 (Lage) | O   | Etagenhaus | | 1902-03                                                 | Wedegärtner, August                                                                  | 30234    | |
| 16770        | Hans-Sachs-Straße 2 (Lage) | O   | Etagenhaus | | 1953                                                    | Meyer, Hans                                                                          | 30151    | BW |
| 16782        | Hans-Sachs-Straße 3 (Lage) | O   | Etagenhaus | | 1902-03                                                 | Wedegärtner, August                                                                  | 30234    | |
| 13402        | Hans-Sachs-Straße 4 (Lage) | O   | Etagenhaus | | 1953                                                    | Meyer, Hans                                                                          | 30151    | BW |
| 16239        | Hans-Sachs-Straße 5 (Lage) | O   | Etagenhaus | | 1902-03                                                 | Wedegärtner, August                                                                  | 30234    | |
| 16247        | Hans-Sachs-Straße 6 (Lage) | O   | Etagenhaus | | 1953                                                    | Meyer, Hans                                                                          | 30151    | BW |
| 15659        | Hans-Sachs-Straße 7 (Lage) | O   | Etagenhaus | | 1901/1902                                               | Wedegärtner, August                                                                  | 30234    | |
| 15186        | Hans-Sachs-Straße 8 (Lage) | O   | Etagenhaus | | 1953                                                    | Meyer, Hans                                                                          | 30151    | BW |
| 16242        | Hans-Sachs-Straße 9 (Lage) | O   | Etagenhaus | | 1901/1902                                               | Wedegärtner, August                                                                  | 30234    | |
| 16772        | Hans-Sachs-Straße 10 (Lage) | O   | Etagenhaus | | 1953                                                    | Meyer, Hans                                                                          | 30151    | BW |
| 14382        | Hans-Sachs-Straße 11 (Lage) | O   | Etagenhaus | | 1901/1902                                               | Wedegärtner, August                                                                  | 30234    | |
| 14381        | Hans-Sachs-Straße 12 (Lage) | O   | Etagenhaus | | 1953                                                    | Meyer, Hans                                                                          | 30151    | BW |
| 30046        | Harkortstraße 22, 24, Haubachstraße 3, 5, 7 (Lage) | E   | | Siedlung Harkortstraße / Haubachstraße                                                                        |                                                         |                                                                                      | 30046    | BW |
| 13177        | Harkortstraße 22 (Lage) | O   | Siedlungsbau                                                                                                   | | 1926–1928; 1950–1953 (Wiederaufbau)                     | Neugebauer, Fritz                                                                    | 30046    | |
| 15355        | Harkortstraße 24 (Lage) | O   | Siedlungsbau                                                                                                   | | 1926–1928; 1950–1953 (Wiederaufbau)                     | Neugebauer, Fritz                                                                    | 30046    | |
| 16243        | Harkortstraße 79 (Lage) | O   | Bahnbetriebsgebäude                                                                                            | Güterbahnhof / Bahnbetriebswerk Altona                                                                        | 1950, um                                                |                                                                                      | 30312    | |
| 15583        | Harkortstraße 81 (Lage) | O   | Bahnbetriebsgebäude                                                                                            | Güterbahnhof / Bahnbetriebswerk Altona                                                                        | 1930, um                                                |                                                                                      | 30312    | |
| 15500        | Harkortstraße 125 (Lage) | O   | Bahnbetriebsgebäude (Lagerhaus)                                                                                | Güterbahnhof / Bahnbetriebswerk Altona, Lagerhaus                                                             | 19. Jh., 4. Viertel                                     |                                                                                      | 30312    | |
| 15697        | Harkortstraße nördlich von Nr. 164 (Lage) | O   | Bahnbrücke | | 1891                                                    |                                                                                      |          | |
| 15661        | Haubachstraße 3 (Lage) | O   | Siedlungsbau                                                                                                   | | 1926–1928; 1950–1953 (Wiederaufbau)                     | Neugebauer, Fritz                                                                    | 30046    | |
| 14383        | Haubachstraße 5 (Lage) | O   | Siedlungsbau                                                                                                   | | 1926–1928; 1950–1953 (Wiederaufbau)                     | Neugebauer, Fritz                                                                    | 30046    | |
| 16651        | Haubachstraße 7 (Lage) | O   | Siedlungsbau                                                                                                   | | 1926–1928; 1950–1953 (Wiederaufbau)                     | Neugebauer, Fritz                                                                    | 30046    | |
| 13399        | Haubachstraße 14 (Lage) | O   | Etagenhaus | | 1908/09                                                 | John, Heinrich                                                                       | 30049    | |
| 13049        | Haubachstraße 16 (Lage) | O   | Etagenhaus | | 1908/09                                                 | John, Heinrich                                                                       | 30049    | |
| 15174        | Haubachstraße 18 (Lage) | O   | Etagenhaus | | 1908/09                                                 | John, Heinrich                                                                       | 30049    | |
| 15490        | Haubachstraße 24 (Lage) | O   | Etagenhaus | | 1904/05                                                 | Wedegärtner, August                                                                  | 30049    | |
| 16780        | Haubachstraße 26 (Lage) | O   | Etagenhaus | | 1904/05                                                 | Wedegärtner, August                                                                  | 30049    | |
| 15678        | Haubachstraße 28 (Lage) | O   | Etagenhaus | | 1904/05                                                 | Wedegärtner, August                                                                  | 30049    | |
| 15679        | Haubachstraße 30 (Lage) | O   | Etagenhaus | | 1904/05                                                 | Wedegärtner, August                                                                  | 30049    | |
| 15680        | Haubachstraße 32 (Lage) | O   | Etagenhaus | | 1904/05                                                 | Wedegärtner, August                                                                  | 30049    | |
| 14930        | Haubachstraße 34 (Lage) | O   | Etagenhaus | | 1904/05                                                 | Wedegärtner, August                                                                  | 30049    | |
| 13182        | Haubachstraße 36 (Lage) | O   | Etagenhaus | | 1903/04                                                 | Wedegärtner, August                                                                  | 30049    | |
| 15682        | Haubachstraße 38 (Lage) | O   | Etagenhaus | | 1903/04                                                 | Wedegärtner, August                                                                  | 30049    | |
| 15528        | Haubachstraße 40 (Lage) | O   | Etagenhaus | | 1903/04                                                 | Wedegärtner, August                                                                  | 30049    | |
| 15227        | Haubachstraße 42 (Lage) | O   | Etagenhaus | | 1904/05                                                 | Wedegärtner, August                                                                  | 30234    | |
| 13048        | Haubachstraße 43 (Lage) | O   | Etagenhaus | | 1912; 1950/51 (Wiederaufbau)                            | Meyer, Hans                                                                          | 30045    | |
| 15595        | Haubachstraße 44 (Lage) | O   | Etagenhaus | | 1901–1902                                               | Wedegärtner, August                                                                  | 30234    | |
| 14935        | Haubachstraße 45 (Lage) | O   | Etagenhaus | | 1912; 1950/51 (Wiederaufbau)                            | Meyer, Hans                                                                          | 30045    | |
| 15669        | Haubachstraße 46 (Lage) | O   | Etagenhaus | | 1897                                                    | Wedegärtner, August                                                                  | 30332    | |
| 16773        | Haubachstraße 47 (Lage) | O   | Etagenhaus | | 1912; 1950/51 (Wiederaufbau)                            | Meyer, Hans                                                                          | 30045    | |
| 13388        | Haubachstraße 48 (Lage) | O   | Etagenhaus | | 1897                                                    | Wedegärtner, August                                                                  | 30332    | |
| 15677        | Haubachstraße 49 (Lage) | O   | Etagenhaus | | 1912; 1950/51 (Wiederaufbau)                            | Meyer, Hans                                                                          | 30045    | |
| 15759        | Haubachstraße 53, 55, 57 (Lage) | O   | Schule | Theodor-Haubach-Schule                                                                                        | 1904                                                    | Stadtbauamt Altona (Hobohm, Rudolf/Brandt)                                           |          | weitere Bilder |
| 15579 (1884) | Haubachstraße 60, 62 (Lage) | O   | Kasernengebäude; Einfriedung                                                                                   | Viktoria-Kaserne (Reit- und Exerzierhaus)                                                                     | 1880                                                    |                                                                                      | 30276    | |
| 14927        | Helenenstraße 17 (Lage) | O   | Etagenhaus | | 1892/93                                                 | Markmann, Gustav                                                                     | 30309    | |
| 15532        | Helenenstraße 19 (Lage) | O   | Etagenhaus | | 1892/93                                                 | Markmann, Gustav                                                                     | 30309    | |
| 13404        | Helenenstraße südlich Nr. 14 (Lage) | O   | Kirche | Helenstiftskapelle (Christophoruskirche)                                                                      | 1892–94                                                 | Winkler, Albert                                                                      |          | weitere Bilder |
| 30149        | Hoherade 3, 5, 7, Ophagen 2, 4, 6, 8, Pinneberger Weg 3, 5, 7, 9, 11, 13 (Lage) | E   | | Hoherade / Ophagen / Pinneberger Weg                                                                          |                                                         |                                                                                      | 30149    | BW |
| 15159        | Hoherade 3 (Lage) | O   | Etagenhaus | | 1903                                                    | Olesen, Johannes                                                                     | 30149    | |
| 30233        | Hoherade 4, 6, 8, Övelgönner Straße 3, 5, 7, 9, 11, Pinneberger Weg 15, 17, 19, 21, 23, 25 (Lage) | E   | | Hoherade / Övelgönner Straße / Pinneberger Weg                                                                |                                                         |                                                                                      | 30233    | BW |
| 15146        | Hoherade 4 (Lage) | O   | Etagenhaus | | 1904/05                                                 | Meyer, Claus                                                                         | 30233    | |
| 15497        | Hoherade 5 (Lage) | O   | Etagenhaus | | 1903                                                    | Olesen, Johannes                                                                     | 30149    | |
| 15513        | Hoherade 6 (Lage) | O   | Etagenhaus | | 1904, nach                                              | Meyer, Claus                                                                         | 30233    | |
| 16026        | Hoherade 7 (Lage) | O   | Etagenhaus | | 1904                                                    | Schultz, Johann Theodor                                                              | 30149    | |
| 16025        | Hoherade 8 (Lage) | O   | Etagenhaus | | 1904/05                                                 |                                                                                      | 30233    | |
| 30237        | Holstenstraße 180, 182a, 184, 188, 190, 192, 194a, 194b, 194c, 196, 198, 200 (Lage) | E   | | Holstenstraße 180-184, 188-200                                                                                |                                                         |                                                                                      | 30237    | BW |
| 15157        | Holstenstraße 180 (Lage) | O   | Etagenhaus | | 1900, um                                                |                                                                                      | 30237    | BW |
| 13386        | Holstenstraße 182a (Lage) | O   | Etagenhaus | | 1909                                                    | Neugebauer, Fritz                                                                    | 30237    | |
| 16778        | Holstenstraße 184 (Lage) | O   | Etagenhaus | | 1908                                                    | Neugebauer, Fritz                                                                    | 30237    | |
| 16777        | Holstenstraße 188 (Lage) | O   | Etagenhaus | | 1900, um                                                |                                                                                      | 30237    | |
| 15360        | Holstenstraße 190 (Lage) | O   | Etagenhaus | | 1899                                                    | Liebel, H.                                                                           | 30237    | |
| 13396        | Holstenstraße 192 (Lage) | O   | Etagenhaus | | 1899                                                    | Liebel, H.                                                                           | 30237    | |
| 16765        | Holstenstraße 194a (Lage) | O   | Hofbebauung | | 1899                                                    | Liebel, H.                                                                           | 30237    | |
| 16775        | Holstenstraße 194b (Lage) | O   | Speicher | | 1899                                                    | Liebel, H.                                                                           | 30237    | |
| 16882        | Holstenstraße 194c (Lage) | O   | Speicher (Hinterhaus)                                                                                          | | 1899                                                    | Liebel, H.                                                                           | 30237    | |
| 16757        | Holstenstraße 196 (Lage) | O   | Etagenhaus | | 1899                                                    | Liebel, H.                                                                           | 30237    | |
| 16758        | Holstenstraße 198 (Lage) | O   | Etagenhaus | | 1896                                                    | Liebel, H.                                                                           | 30237    | |
| 16763        | Holstenstraße 200 (Lage) | O   | Etagenhaus | | 1901                                                    | Liebel, H.                                                                           | 30237    | |
| 13050        | Holstenstraße nördlich von Nr. 205 (Lage) | O   | Bahnbrücke | | 1892                                                    |                                                                                      |          | |
| 15649        | Julius-Leber-Straße 8 (Lage) | O   | Etagenhaus | | 1893–95                                                 |                                                                                      | 30277    | |
| 15229        | Julius-Leber-Straße 10 (Lage) | O   | Etagenhaus | | 1893-95                                                 |                                                                                      | 30277    | |
| 15757        | Julius-Leber-Straße 12 (Lage) | O   | Etagenhaus | | 1893-95                                                 |                                                                                      | 30277    | |
| 15689        | Julius-Leber-Straße 19 (Lage) | O   | Etagenhaus | | 1927                                                    | Brünicke, Wilhelm                                                                    | 30334    | |
| 30308        | Julius-Leber-Straße 20, 22, 24, 26, 28, 30, 32, Löfflerstraße 2, 4 (Lage) | E   | | Julius-Leber-Straße / Löfflerstraße                                                                           |                                                         |                                                                                      | 30308    | BW |
| 16244        | Julius-Leber-Straße 20 (Lage) | O   | Etagenhaus | | 1893-95                                                 |                                                                                      | 30308    | |
| 30269        | Julius-Leber-Straße 21, 23, 25, 27, Präsident-Krahn-Straße 22, 23, 24 (Lage) | E   | | Julius-Leber-Straße / Präsident-Krahn-Straße                                                                  |                                                         |                                                                                      | 30269    | BW |
| 15758        | Julius-Leber-Straße 21 (Lage) | O   | Etagenhaus | Lessingburg                                                                                                   | 1904/05                                                 | Raabe & Wöhlecke (Raabe, Ludwig/Wöhlecke, Otto)                                      | 30269    | |
| 14386        | Julius-Leber-Straße 22 (Lage) | O   | Etagenhaus | | 1893-95                                                 |                                                                                      | 30308    | |
| 15234        | Julius-Leber-Straße 23 (Lage) | O   | Etagenhaus | Lessingburg                                                                                                   | 1904/05                                                 | Raabe & Wöhlecke (Raabe, Ludwig/Wöhlecke, Otto)                                      | 30269    | |
| 14380        | Julius-Leber-Straße 24 (Lage) | O   | Etagenhaus | | 1893                                                    | .                                                                                    | 30308    | |
| 14920        | Julius-Leber-Straße 25 (Lage) | O   | Etagenhaus | | 1903                                                    | Neugebauer, Fritz                                                                    | 30269    | |
| 15232        | Julius-Leber-Straße 26 (Lage) | O   | Etagenhaus | | 1894                                                    | Ehlbeck, Christian D.                                                                | 30308    | |
| 16246        | Julius-Leber-Straße 27 (Lage) | O   | Etagenhaus | | 1903                                                    | Neugebauer, Fritz                                                                    | 30269    | |
| 15482        | Julius-Leber-Straße 28 (Lage) | O   | Etagenhaus | | 1893-95                                                 | Ehlbeck, Christian D.                                                                | 30308    | |
| 16755        | Julius-Leber-Straße 30 (Lage) | O   | Etagenhaus | | 1895                                                    | Ehlbeck, Christian D.                                                                | 30308    | |
| 15533        | Julius-Leber-Straße 32 (Lage) | O   | Etagenhaus | | 1893–95                                                 |                                                                                      | 30308    | |
| 15675        | Julius-Leber-Straße o.Nr. (Lage) | O   | Straßenabschnitt/Promenade (Allee)                                                                             | Allee mit Promenade im Bereich der Julius-Leber-Straße                                                        | 1880, um                                                |                                                                                      | 30333    | BW |
| 11753        | Kaistraße o.Nr., Max-Brauer-Allee o.Nr., Palmaille o.Nr., Paul-Nevermann-Platz o.Nr., Präsident-Krahn-Straße o.Nr. (Lage) | O   | Tunnel (Bahntunnel)                                                                                            | Altonaer Hafenbahntunnel (Schellfischtunnel)                                                                  | 1874; 1893 (Verlängerung)                               |                                                                                      | 31253    | BW |
| 15494        | Kieler Straße 12 (Lage) | O   | Mehrfamilienhaus (Siedlungsbau); Zubehör (in Umgebung des Gebäudes, darunter Grünflächen, Einfriedungen, Wege) | | 1925–1926; 1950 (Wiederaufbau)                          | Oelsner, Gustav (Städtisches Hochbauamt); Breckwoldt, Walter (Wiederaufbau 1950)     | 30239    | |
| 16320        | Kieler Straße 14 (Lage) | O   | Mehrfamilienhaus (Siedlungsbau); Zubehör (in Umgebung des Gebäudes, darunter Grünflächen, Einfriedungen, Wege) | | 1925–1926; 1950 (Wiederaufbau)                          | Oelsner, Gustav (Städtisches Hochbauamt); Breckwoldt, Walter (Wiederaufbau 1950)     | 30239    | |
| 16201        | Kieler Straße 16 (Lage) | O   | Mehrfamilienhaus (Siedlungsbau); Zubehör (in Umgebung des Gebäudes, darunter Grünflächen, Einfriedungen, Wege) | | 1925–1926; 1950 (Wiederaufbau)                          | Oelsner, Gustav (Städtisches Hochbauamt); Breckwoldt, Walter (Wiederaufbau 1950)     | 30239    | |
| 14766        | Kieler Straße 16a (Lage) | O   | Mehrfamilienhaus (Siedlungsbau); Zubehör (in Umgebung des Gebäudes, darunter Grünflächen, Einfriedungen, Wege) | | 1925–1926; 1950 (Wiederaufbau)                          | Oelsner, Gustav (Städtisches Hochbauamt); Breckwoldt, Walter (Wiederaufbau 1950)     | 30239    | |
| 15465        | Kieler Straße 18 (Lage) | O   | Mehrfamilienhaus (Siedlungsbau); Zubehör (in Umgebung des Gebäudes, darunter Grünflächen, Einfriedungen, Wege) | | 1925–1926                                               | Oelsner, Gustav (Städtisches Hochbauamt)                                             | 30239    | |
| 29368 (1023) | Kieler Straße 39 (Lage) | O   | Verwaltungsgebäude (Arbeitsamt)                                                                                | Kieler Straße 39, Arbeitsamt Altona, Altbau von 1927 und westlich davon belegener Erweiterungsbau von 1953/56 | 1927; 1953–1956 (Erweiterung)                           | Oelsner, Gustav; Hochbauamt (Rudhard, Wolfgang) (für Erweiterung)                    |          | |
| 30235        | Kieler Straße 55, Lunapark 2, 4, 6, 8, 10, 12, Memellandallee 14, 16, 18, 20, 22, 24, Waidmannstraße 5 (Lage) | E   | | Siedlung Kieler Straße / Lunapark / Memellandallee / Waidmannstraße                                           |                                                         |                                                                                      | 30235    | BW |
| 16206        | Kieler Straße 55 (Lage) | O   | Siedlungsbau                                                                                                   | | 1929–1930                                               | Oelsner, Gustav                                                                      | 30235    | |
| 30272        | Kieler Straße 57, 59, 61 (Lage) | E   | | Kieler Straße 57-61                                                                                           |                                                         |                                                                                      | 30272    | |
| 15249        | Kieler Straße 57 (Lage) | O   | Etagenhaus | | 1905                                                    | Raabe & Wöhlecke (Raabe, Ludwig/Wöhlecke, Otto)                                      | 30272    | |
| 14950        | Kieler Straße 59 (Lage) | O   | Etagenhaus | | 1905                                                    | Raabe & Wöhlecke (Raabe, Ludwig/Wöhlecke, Otto)                                      | 30272    | |
| 13412        | Kieler Straße 61 (Lage) | O   | Etagenhaus | | 1905                                                    | Raabe & Wöhlecke (Raabe, Ludwig/Wöhlecke, Otto)                                      | 30272    | |
| 30148        | Kieler Straße 66, 67, 68, 69, 70, 71, 72, 74, 75, 77, 79, 81, 83, 85, 87, 89, Langenfelder Straße 121, 123, 125, Ophagen 18, 20, 21, 22, 23, 25, Waidmannstraße 1, 2, 3, 4, 6, 8, 8a (Lage)                                                               | E   | | Siedlung Kieler Straße / Langenfelder Straße / Ophagen / Waidmannstraße                                       |                                                         |                                                                                      | 30148    | BW |
| 15440        | Kieler Straße 66 (Lage) | O   | Siedlungsbau                                                                                                   | | 1926                                                    | Ostermeyer, Friedrich                                                                | 30148    | |
| 15335        | Kieler Straße 67 (Lage) | O   | Siedlungsbau                                                                                                   | | 1928                                                    | Ostermeyer, Friedrich                                                                | 30148    | |
| 16208        | Kieler Straße 68 (Lage) | O   | Siedlungsbau                                                                                                   | | 1926                                                    | Ostermeyer, Friedrich                                                                | 30148    | |
| 15368        | Kieler Straße 69 (Lage) | O   | Siedlungsbau                                                                                                   | | 1928                                                    | Ostermeyer, Friedrich                                                                | 30148    | |
| 15181        | Kieler Straße 70 (Lage) | O   | Siedlungsbau                                                                                                   | | 1925                                                    | Ostermeyer, Friedrich                                                                | 30148    | |
| 15369        | Kieler Straße 71 (Lage) | O   | Siedlungsbau                                                                                                   | | 1928                                                    | Ostermeyer, Friedrich                                                                | 30148    | |
| 15336        | Kieler Straße 72 (Lage) | O   | Siedlungsbau                                                                                                   | | 1925                                                    | Ostermeyer, Friedrich                                                                | 30148    | |
| 16202        | Kieler Straße 74 (Lage) | O   | Siedlungsbau                                                                                                   | | 1925                                                    | Ostermeyer, Friedrich                                                                | 30148    | |
| 16205        | Kieler Straße 75 (Lage) | O   | Siedlungsbau                                                                                                   | | 1928, um                                                | Ostermeyer, Friedrich                                                                | 30148    | |
| 15366        | Kieler Straße 77 (Lage) | O   | Siedlungsbau                                                                                                   | | 1928, um                                                | Ostermeyer, Friedrich                                                                | 30148    | |
| 13999        | Kieler Straße 79 (Lage) | O   | Siedlungsbau                                                                                                   | | 1928, um                                                | Ostermeyer, Friedrich                                                                | 30148    | |
| 13053        | Kieler Straße 81 (Lage) | O   | Siedlungsbau                                                                                                   | | 1928, um                                                | Ostermeyer, Friedrich                                                                | 30148    | |
| 15502        | Kieler Straße 83 (Lage) | O   | Siedlungsbau                                                                                                   | | 1928, um                                                | Ostermeyer, Friedrich                                                                | 30148    | |
| 16027        | Kieler Straße 85 (Lage) | O   | Siedlungsbau                                                                                                   | | 1928, um                                                | Ostermeyer, Friedrich                                                                | 30148    | |
| 15163        | Kieler Straße 87 (Lage) | O   | Siedlungsbau                                                                                                   | | 1928, um                                                | Ostermeyer, Friedrich                                                                | 30148    | |
| 16029        | Kieler Straße 89 (Lage) | O   | Siedlungsbau                                                                                                   | | 1928, um                                                | Ostermeyer, Friedrich                                                                | 30148    | |
| 15514        | Koldingstraße 2 (Lage) | O   | Mehrfamilienhaus (Siedlungsbau); Zubehör (in Umgebung des Gebäudes, darunter Grünflächen, Einfriedungen, Wege) | | 1926                                                    | Oelsner, Gustav (Städtisches Hochbauamt)                                             | 30239    | |
| 16030        | Koldingstraße 4 (Lage) | O   | Mehrfamilienhaus (Siedlungsbau); Zubehör (in Umgebung des Gebäudes, darunter Grünflächen, Einfriedungen, Wege) | | 1926                                                    | Oelsner, Gustav (Städtisches Hochbauamt)                                             | 30239    | |
| 15503        | Koldingstraße 6 (Lage) | O   | Mehrfamilienhaus (Siedlungsbau); Zubehör (in Umgebung des Gebäudes, darunter Grünflächen, Einfriedungen, Wege) | | 1926                                                    | Oelsner, Gustav (Städtisches Hochbauamt)                                             | 30239    | |
| 15257        | Koldingstraße 8 (Lage) | O   | Mehrfamilienhaus (Siedlungsbau); Zubehör (in Umgebung des Gebäudes, darunter Grünflächen, Einfriedungen, Wege) | | 1926                                                    | Oelsner, Gustav (Städtisches Hochbauamt)                                             | 30239    | |
| 15493        | Koldingstraße 10 (Lage) | O   | Mehrfamilienhaus (Siedlungsbau); Zubehör (in Umgebung des Gebäudes, darunter Grünflächen, Einfriedungen, Wege) | | 1926                                                    | Oelsner, Gustav (Städtisches Hochbauamt)                                             | 30239    | |
| 16033        | Koldingstraße 12 (Lage) | O   | Mehrfamilienhaus (Siedlungsbau); Zubehör (in Umgebung des Gebäudes, darunter Grünflächen, Einfriedungen, Wege) | | 1926                                                    | Oelsner, Gustav (Städtisches Hochbauamt)                                             | 30239    | |
| 15180        | Koldingstraße 14 (Lage) | O   | Mehrfamilienhaus (Siedlungsbau); Zubehör (in Umgebung des Gebäudes, darunter Grünflächen, Einfriedungen, Wege) | | 1926                                                    | Oelsner, Gustav (Städtisches Hochbauamt)                                             | 30239    | |
| 14941        | Koldingstraße 16 (Lage) | O   | Mehrfamilienhaus (Siedlungsbau); Zubehör (in Umgebung des Gebäudes, darunter Grünflächen, Einfriedungen, Wege) | | 1926                                                    | Oelsner, Gustav (Städtisches Hochbauamt)                                             | 30239    | |
| 30043        | Langenfelder Straße 16, Oelkersallee 41, 42, 43, 44, 45 (Lage) | E   | | Langenfelder Straße / Oelkers Allee                                                                           |                                                         |                                                                                      | 30043    | |
| 15524        | Langenfelder Straße 16 (Lage) | O   | Etagenhaus | | 1885                                                    |                                                                                      | 30043    | |
| 15353        | Langenfelder Straße 50 (Lage) | O   | Siedlungsbau                                                                                                   | | 1920–30                                                 |                                                                                      | 30275    | |
| 15730        | Langenfelder Straße 52 (Lage) | O   | Siedlungsbau                                                                                                   | | 1920–30                                                 |                                                                                      | 30275    | |
| 15714        | Langenfelder Straße 54 (Lage) | O   | Siedlungsbau                                                                                                   | | 1920–30                                                 |                                                                                      | 30275    | |
| 15715        | Langenfelder Straße 56 (Lage) | O   | Siedlungsbau                                                                                                   | | 1920–30                                                 |                                                                                      | 30275    | |
| 15706        | Langenfelder Straße 58 (Lage) | O   | Siedlungsbau                                                                                                   | | 1920–30                                                 |                                                                                      | 30275    | |
| 15734        | Langenfelder Straße 60 (Lage) | O   | Etagenhaus | | 1906                                                    | Raabe & Wöhlecke (Raabe, Ludwig/Wöhlecke, Otto)                                      | 30040    | |
| 15718        | Langenfelder Straße 62 (Lage) | O   | Etagenhaus | | 1906                                                    | Raabe & Wöhlecke (Raabe, Ludwig/Wöhlecke, Otto)                                      | 30040    | |
| 15522        | Langenfelder Straße 64 (Lage) | O   | Hofbebauung | | 1906                                                    | Raabe & Wöhlecke (Raabe, Ludwig/Wöhlecke, Otto)                                      | 30040    | BW |
| 15352        | Langenfelder Straße 64a (Lage) | O   | Hofbebauung | | 1906                                                    | Raabe & Wöhlecke (Raabe, Ludwig/Wöhlecke, Otto)                                      | 30040    | |
| 15742        | Langenfelder Straße 64b (Lage) | O   | Hofbebauung | | 1906                                                    | Raabe & Wöhlecke (Raabe, Ludwig/Wöhlecke, Otto)                                      | 30040    | |
| 15487        | Langenfelder Straße 64c (Lage) | O   | Hofbebauung | | 1906                                                    | Raabe & Wöhlecke (Raabe, Ludwig/Wöhlecke, Otto)                                      | 30040    | BW |
| 15728        | Langenfelder Straße 64d (Lage) | O   | Hofbebauung | | 1906                                                    | Raabe & Wöhlecke (Raabe, Ludwig/Wöhlecke, Otto)                                      | 30040    | BW |
| 13179        | Langenfelder Straße 66 (Lage) | O   | Etagenhaus | | 1905/06                                                 | John, Heinrich                                                                       | 30040    | |
| 15705        | Langenfelder Straße 68 (Lage) | O   | Etagenhaus | | 1905/06                                                 | John, Heinrich                                                                       | 30040    | |
| 15525        | Langenfelder Straße 70 (Lage) | O   | Etagenhaus | | 1905/06                                                 | John, Heinrich                                                                       | 30040    | |
| 15729        | Langenfelder Straße 72 (Lage) | O   | Etagenhaus | | 1905/06                                                 | John, Heinrich                                                                       | 30040    | |
| 15698        | Langenfelder Straße 74 (Lage) | O   | Etagenhaus | | 1905/06                                                 | John, Heinrich                                                                       | 30040    | |
| 15764        | Langenfelder Straße 76 (Lage) | O   | Etagenhaus | | 1905                                                    |                                                                                      | 30040    | |
| 13175        | Langenfelder Straße 81 (Lage) | O   | Etagenhaus | | 1902                                                    | Raabe & Wöhlecke (Raabe, Ludwig/Wöhlecke, Otto)                                      | 30042    | |
| 30150        | Langenfelder Straße 100, Mennonitenstraße 20 (Lage) | E   | | Mennonitenkirche in Altona                                                                                    |                                                         |                                                                                      | 30150    | |
| 13047        | Langenfelder Straße 100 (Lage) | O   | Pastorat | | 1914/15                                                 | Francke, Curt                                                                        | 30150    | |
| 15346        | Langenfelder Straße 107 (Lage) | O   | Etagenhaus | | 1909                                                    | Martin, W.                                                                           | 30147    | |
| 16031        | Langenfelder Straße 109 (Lage) | O   | Etagenhaus | | 1909, um                                                | Martin, W. (vermutl.)                                                                | 30147    | |
| 39162        | Langenfelder Straße 111 (Lage) | O   | Wohnhaus, Hofgebäude                                                                                           | Keine Angabe                                                                                                  | 1900, um                                                |                                                                                      | 30147    | |
| 14336 (1586) | Langenfelder Straße 113 (Lage) | O   | Siedlungsbau                                                                                                   | | 1920, um                                                |                                                                                      | 30217    | |
| 14335 (1586) | Langenfelder Straße 115 (Lage) | O   | Siedlungsbau                                                                                                   | | 1920, um                                                |                                                                                      | 30217    | |
| 14334 (1586) | Langenfelder Straße 115a (Lage) | O   | Siedlungsbau                                                                                                   | | 1920, um                                                |                                                                                      | 30217    | |
| 15179        | Langenfelder Straße 117 (Lage) | O   | Etagenhaus | | 1905                                                    | Liebel & Klaus                                                                       | 30273    | |
| 15441        | Langenfelder Straße 121 (Lage) | O   | Siedlungsbau                                                                                                   | | 1926                                                    | Ostermeyer, Friedrich                                                                | 30148    | |
| 15496        | Langenfelder Straße 123 (Lage) | O   | Siedlungsbau                                                                                                   | | 1926                                                    | Ostermeyer, Friedrich                                                                | 30148    | |
| 15337        | Langenfelder Straße 125 (Lage) | O   | Siedlungsbau                                                                                                   | | 1926                                                    | Ostermeyer, Friedrich                                                                | 30148    | |
| 28686        | Langenfelder Straße o.Nr. (Lage) | O   | Grenzstein | | 1906                                                    |                                                                                      |          | |
| 15681        | Löfflerstraße 2 (Lage) | O   | Etagenhaus | | 1895                                                    | Hartick, Julius                                                                      | 30308    | |
| 13400        | Löfflerstraße 4 (Lage) | O   | Etagenhaus | | 1895                                                    | Hartick, Julius                                                                      | 30308    | |
| 15534        | Löfflerstraße 5 (Lage) | O   | Etagenhaus | | 1904                                                    | Markmann, Gustav                                                                     | 30049    | |
| 15228        | Löfflerstraße 6 (Lage) | O   | Etagenhaus | | 1928-29                                                 | Brünicke, Wilhelm                                                                    | 30146    | |
| 15535        | Löfflerstraße 7 (Lage) | O   | Etagenhaus | | 1902–1903                                               | Muhs, H.                                                                             | 30049    | |
| 14934        | Löfflerstraße 8 (Lage) | O   | Siedlungsbau                                                                                                   | | 1933/34                                                 |                                                                                      | 30146    | |
| 15230        | Löfflerstraße 9 (Lage) | O   | Etagenhaus | | 1902–1903                                               | Muhs, H.                                                                             | 30049    | |
| 13041        | Löfflerstraße 10 (Lage) | O   | Siedlungsbau                                                                                                   | | 1933/34                                                 |                                                                                      | 30146    | |
| 15231        | Löfflerstraße 11 (Lage) | O   | Etagenhaus | | 1902–1903                                               | Muhs, H.                                                                             | 30049    | |
| 13042        | Löfflerstraße 12 (Lage) | O   | Siedlungsbau                                                                                                   | | 1933/34                                                 |                                                                                      | 30146    | |
| 15491        | Löfflerstraße 13 (Lage) | O   | Etagenhaus | | 1903/04                                                 | Wedegärtner, August                                                                  | 30049    | |
| 13052        | Löfflerstraße 14 (Lage) | O   | Siedlungsbau                                                                                                   | | 1933/34                                                 |                                                                                      | 30146    | |
| 14384        | Löfflerstraße 15 (Lage) | O   | Etagenhaus | | 1902                                                    | Wedegärtner, August                                                                  | 30049    | |
| 13057        | Löfflerstraße 16 (Lage) | O   | Siedlungsbau                                                                                                   | | 1933/34                                                 |                                                                                      | 30146    | |
| 14928        | Löfflerstraße 17 (Lage) | O   | Etagenhaus | | 1902                                                    | Wedegärtner, August                                                                  | 30049    | |
| 16768        | Löfflerstraße 18 (Lage) | O   | Siedlungsbau                                                                                                   | | 1933/34                                                 |                                                                                      | 30146    | |
| 14929        | Löfflerstraße 19 (Lage) | O   | Etagenhaus | | 1902                                                    | Wedegärtner, August                                                                  | 30049    | |
| 15154        | Löfflerstraße 20 (Lage) | O   | Siedlungsbau                                                                                                   | | 1933/34                                                 |                                                                                      | 30146    | |
| 15518        | Löfflerstraße 21 (Lage) | O   | Etagenhaus | | 1903/04                                                 | Wedegärtner, August                                                                  | 30049    | |
| 15358        | Löfflerstraße 22 (Lage) | O   | Siedlungsbau                                                                                                   | | 1933/34                                                 |                                                                                      | 30146    | |
| 15687        | Löfflerstraße 23 (Lage) | O   | Etagenhaus | | 1903/04                                                 | Wedegärtner, August                                                                  | 30049    | |
| 15582        | Löfflerstraße 24 (Lage) | O   | Siedlungsbau                                                                                                   | | 1933/34                                                 |                                                                                      | 30146    | |
| 14933        | Löfflerstraße 25 (Lage) | O   | Etagenhaus | | 1903/04                                                 | Wedegärtner, August                                                                  | 30049    | |
| 15658        | Löfflerstraße 27 (Lage) | O   | Etagenhaus | | 1903/04                                                 | Wedegärtner, August                                                                  | 30049    | |
| 15149        | Lunapark 2 (Lage) | O   | Siedlungsbau                                                                                                   | | 1929–1930                                               | Oelsner, Gustav                                                                      | 30235    | |
| 15453        | Lunapark 4 (Lage) | O   | Siedlungsbau                                                                                                   | | 1929–1930                                               | Oelsner, Gustav                                                                      | 30235    | |
| 15152        | Lunapark 6 (Lage) | O   | Siedlungsbau                                                                                                   | | 1929–1930                                               | Oelsner, Gustav                                                                      | 30235    | |
| 16210        | Lunapark 8 (Lage) | O   | Siedlungsbau                                                                                                   | | 1929–1930                                               | Oelsner, Gustav                                                                      | 30235    | |
| 15254        | Lunapark 10 (Lage) | O   | Siedlungsbau                                                                                                   | | 1929–1930                                               | Oelsner, Gustav                                                                      | 30235    | |
| 15151        | Lunapark 12 (Lage) | O   | Siedlungsbau                                                                                                   | | 1929–1930                                               | Oelsner, Gustav                                                                      | 30235    | |
| 15755        | Max-Brauer-Allee 71 (Lage) | O   | Verwaltungsgebäude/Mehrfamilienhaus                                                                            | Geschäftsstelle des Altonaer Spar- und Bauvereins                                                             | 1956 (Erweiterungsbau, in Anlehnung an Bau von 1929/30) |                                                                                      | 30313    | |
| 16238 (1198) | Max-Brauer-Allee 77 (Lage) | O   | Villa | | 1888                                                    | Winkler, Albert                                                                      |          | |
| 16764 (662)  | Max-Brauer-Allee 79 (Lage) | O   | Wohnhaus | | 1866, um                                                |                                                                                      |          | |
| 13384 (1546) | Max-Brauer-Allee 83, 85 (Lage) | O   | Schulanlage (Schulgebäude; Einfriedung)                                                                        | Gymnasium Allee                                                                                               | 1903–1905                                               | Brandt, Emil                                                                         |          | weitere Bilder |
| 16240 (624)  | Max-Brauer-Allee 89, 91 (Lage) | O   | Gericht | Amtsgericht Hamburg-Altona                                                                                    | 1873–78; 1904–07                                        |                                                                                      |          | |
| 15251 (1447) | Max-Brauer-Allee 127 HAUS 1 (Lage) | O   | Stift | von Nyegaard-Stift                                                                                            | 1899–1901                                               | Kühn & Baumgarten (Kühn, Eugen/Baumgarten, Paul)                                     | 30236    | |
| 14925 (1447) | Max-Brauer-Allee 127 HAUS 2 (Lage) | O   | Stift | von Nyegaard-Stift                                                                                            | 1899–1901                                               | Kühn & Baumgarten (Kühn, Eugen/Baumgarten, Paul)                                     | 30236    | |
| 15233 (1447) | Max-Brauer-Allee 127 HAUS 3 (Lage) | O   | Stift | von Nyegaard-Stift                                                                                            | 1899–1901                                               | Kühn & Baumgarten (Kühn, Eugen/Baumgarten, Paul)                                     | 30236    | |
| 14923 (1447) | Max-Brauer-Allee 127 HAUS 4 (Lage) | O   | Stift | von Nyegaard-Stift                                                                                            | 1899–1901                                               | Kühn & Baumgarten (Kühn, Eugen/Baumgarten, Paul)                                     | 30236    | |
| 15260 (1447) | Max-Brauer-Allee 127 HAUS 5 (Lage) | O   | Stift | von Nyegaard-Stift                                                                                            | 1899–1901                                               | Kühn & Baumgarten (Kühn, Eugen/Baumgarten, Paul)                                     | 30236    | |
| 15156 (1447) | Max-Brauer-Allee 127 HAUS 6 (Lage) | O   | Stift | von Nyegaard-Stift                                                                                            | 1899–1901                                               | Kühn & Baumgarten (Kühn, Eugen/Baumgarten, Paul)                                     | 30236    | |
| 13394 (1447) | Max-Brauer-Allee 127 HAUS 7 (Lage) | O   | Stift | von Nyegaard-Stift                                                                                            | 1899–1901                                               | Kühn & Baumgarten (Kühn, Eugen/Baumgarten, Paul)                                     | 30236    | |
| 13395 (1447) | Max-Brauer-Allee 127 HAUS 8 (Lage) | O   | Stift | von Nyegaard-Stift                                                                                            | 1899–1901                                               | Kühn & Baumgarten (Kühn, Eugen/Baumgarten, Paul)                                     | 30236    | |
| 13398 (1447) | Max-Brauer-Allee 127 HAUS 9 (Lage) | O   | Stift | von Nyegaard-Stift                                                                                            | 1899–1901                                               | Kühn & Baumgarten (Kühn, Eugen/Baumgarten, Paul)                                     | 30236    | |
| 13401 (1447) | Max-Brauer-Allee 127 HAUS 10 (Lage) | O   | Stift | von Nyegaard-Stift                                                                                            | 1899–1901                                               | Kühn & Baumgarten (Kühn, Eugen/Baumgarten, Paul)                                     | 30236    | |
| 15580 (1447) | Max-Brauer-Allee 127 HAUS 11 (Lage) | O   | Stift | von Nyegaard-Stift                                                                                            | 1899–1901                                               | Kühn & Baumgarten (Kühn, Eugen/Baumgarten, Paul)                                     | 30236    | |
| 15536 (1447) | Max-Brauer-Allee 127 HAUS 12 (Lage) | O   | Stift | von Nyegaard-Stift                                                                                            | 1899–1901                                               | Kühn & Baumgarten (Kühn, Eugen/Baumgarten, Paul)                                     | 30236    | |
| 13389 (1447) | Max-Brauer-Allee 127 HAUS 13 (Lage) | O   | Stift | von Nyegaard-Stift                                                                                            | 1899–1901                                               | Kühn & Baumgarten (Kühn, Eugen/Baumgarten, Paul)                                     | 30236    | |
| 30236        | Max-Brauer-Allee 127, 127 HAUS 1, 127 HAUS 10, 127 HAUS 11, 127 HAUS 12, 127 HAUS 13, 127 HAUS 2, 127 HAUS 3, 127 HAUS 4, 127 HAUS 5, 127 HAUS 6, 127 HAUS 7, 127 HAUS 8, 127 HAUS 9, 129 (Lage)                                                          | E   | | Von-Nyegaard-Stift                                                                                            |                                                         |                                                                                      | 30236    | BW |
| 15246 (1447) | Max-Brauer-Allee 127 (Lage) | O   | Stift | von Nyegaard-Stift                                                                                            | 1899–1901                                               | Kühn & Baumgarten (Kühn, Eugen/Baumgarten, Paul)                                     | 30236    | |
| 15666 (1447) | Max-Brauer-Allee 129 (Lage) | O   | Stift | von Nyegaard-Stift                                                                                            | 1899–1901                                               | Kühn & Baumgarten (Kühn, Eugen/Baumgarten, Paul)                                     | 30236    | BW |
| 15674        | Max-Brauer-Allee 131 (Lage) | O   | Wohnhaus | | 1900, vor                                               |                                                                                      |          | |
| 16762        | Max-Brauer-Allee 133 (Lage) | O   | Stift | Helenenstift                                                                                                  | 1882                                                    | Winkler, Albert                                                                      |          | weitere Bilder |
| 43768        | Max-Brauer-Allee 204 (Lage) | O   | Sternbrücke | Gewerbebau | 1920er Jahre                                            |                                                                                      | 43773    | BW |
| 15676        | Max-Brauer-Allee Ecke Julius-Leber-Straße (Lage) | O   | Denkmalanlage (Mauer mit Tafel und niedriger Zaun)                                                             | Denkmal für die Heimkehrer                                                                                    | 1950er Jahre                                            |                                                                                      |          | |
| 15268        | Memellandallee 14 (Lage) | O   | Siedlungsbau                                                                                                   | | 1929–1930                                               | Oelsner, Gustav                                                                      | 30235    | |
| 15153        | Memellandallee 16 (Lage) | O   | Siedlungsbau                                                                                                   | | 1929–1930                                               | Oelsner, Gustav                                                                      | 30235    | |
| 15261        | Memellandallee 18 (Lage) | O   | Siedlungsbau                                                                                                   | | 1929–1930                                               | Oelsner, Gustav                                                                      | 30235    | |
| 16207        | Memellandallee 20 (Lage) | O   | Siedlungsbau                                                                                                   | | 1929–1930                                               | Oelsner, Gustav                                                                      | 30235    | |
| 15252        | Memellandallee 22 (Lage) | O   | Siedlungsbau                                                                                                   | | 1929–1930                                               | Oelsner, Gustav                                                                      | 30235    | |
| 15340        | Memellandallee 24 (Lage) | O   | Siedlungsbau                                                                                                   | | 1929–1930                                               | Oelsner, Gustav                                                                      | 30235    | |
| 15250        | Mennonitenstraße 20 (Lage) | O   | Kirche | Mennonitenkirche                                                                                              | 1914/15                                                 | Francke, Curt                                                                        | 30150    | |
| 30044        | Missundestraße 14, 16, 18, 20, 22, 24 (Lage) | E   | | Missundestraße 14-24                                                                                          |                                                         |                                                                                      | 30044    | BW |
| 15708        | Missundestraße 14, 16 (Lage) | O   | Etagenhaus | | 1909/10                                                 | Krümicken, Wilhelm                                                                   | 30044    | |
| 15691        | Missundestraße 18, 20 (Lage) | O   | Etagenhaus | | 1909/10                                                 | Krümicken, Wilhelm                                                                   | 30044    | |
| 13173        | Missundestraße 22 (Lage) | O   | Etagenhaus | | 1912                                                    | Lehmann, Hermann                                                                     | 30044    | |
| 15725        | Missundestraße 24 (Lage) | O   | Etagenhaus | | 1912                                                    | Lehmann, Hermann                                                                     | 30044    | |
| 15704        | Missundestraße 27 (Lage) | O   | Siedlungsbau                                                                                                   | | 1957/58                                                 | Rudolph, H.                                                                          | 30041    | |
| 15738        | Missundestraße 29 (Lage) | O   | Siedlungsbau                                                                                                   | | 1957/58                                                 | Rudolph, H.                                                                          | 30041    | |
| 15523        | Missundestraße 30 (Lage) | O   | Etagenhaus | | 1905                                                    | Raabe & Wöhlecke (Raabe, Ludwig/Wöhlecke, Otto)                                      | 30040    | |
| 13170        | Missundestraße 31 (Lage) | O   | Siedlungsbau                                                                                                   | | 1957/58                                                 | Rudolph, H.                                                                          | 30041    | |
| 15719        | Missundestraße 32 (Lage) | O   | Etagenhaus | | 1906                                                    | Wagner, R.                                                                           | 30040    | |
| 14003        | Missundestraße 33 (Lage) | O   | Siedlungsbau                                                                                                   | | 1957/58                                                 | Rudolph, H.                                                                          | 30041    | |
| 15735        | Missundestraße 34 (Lage) | O   | Etagenhaus | | 1953                                                    |                                                                                      | 30040    | |
| 15520        | Missundestraße 35 (Lage) | O   | Siedlungsbau                                                                                                   | | 1957/58                                                 | Rudolph, H.                                                                          | 30041    | |
| 13174        | Missundestraße 36 (Lage) | O   | Etagenhaus | | 1953                                                    |                                                                                      | 30040    | |
| 15651        | Missundestraße 40 (Lage) | O   | Etagenhaus | | 1953                                                    |                                                                                      | 30040    | |
| 14005        | Missundestraße 42 (Lage) | O   | Etagenhaus | | 1906                                                    | Markmann, Gustav                                                                     | 30040    | |
| 15701        | Missundestraße 44 (Lage) | O   | Etagenhaus | | 1906                                                    | Markmann, Gustav                                                                     | 30040    | |
| 13998        | Missundestraße 46 (Lage) | O   | Etagenhaus | | 1906                                                    | Markmann, Gustav                                                                     | 30040    | |
| 15741        | Missundestraße 48 (Lage) | O   | Etagenhaus | | 1905                                                    | Otte (1904); Jünnemann (1905)                                                        | 30040    | |
| 28360        | Oelkersallee 7 (Lage) | O   | Wohnhaus | | 1903                                                    | Markmann, Gustav                                                                     |          | |
| 15723        | Oelkersallee 26 (Lage) | O   | Wohnhaus | | 1878                                                    | Karnatz, Adolf                                                                       |          | |
| 13169 (1786) | Oelkersallee 27 (Lage) | O   | Wohnhaus | | 1877                                                    | Hartick, Julius                                                                      |          | |
| 15526        | Oelkersallee 41 (Lage) | O   | Wohnhaus | | 1885                                                    | Otte, Gustav                                                                         | 30043    | |
| 15720        | Oelkersallee 42 (Lage) | O   | Wohnhaus | | 1885                                                    | Otte, Gustav                                                                         | 30043    | |
| 13180        | Oelkersallee 43 (Lage) | O   | Wohnhaus | | 1885                                                    | Otte, Gustav                                                                         | 30043    | |
| 15750        | Oelkersallee 44 (Lage) | O   | Wohnhaus | | 1885                                                    | Otte, Gustav                                                                         | 30043    | |
| 13172        | Oelkersallee 45 (Lage) | O   | Wohnhaus | | 1885                                                    | Otte, Gustav                                                                         | 30043    | |
| 15363        | Ophagen 1 (Lage) | O   | Wohnhaus | | 1902                                                    | Schultz, Johann Theodor                                                              | 30273    | |
| 28690        | Ophagen 1 (Lage) | O   | Grenzstein | | 1906                                                    |                                                                                      |          | |
| 15350        | Ophagen 2 (Lage) | O   | Wohnhaus | | 1902                                                    | Schultz, Johann Theodor (vermutl.)                                                   | 30149    | |
| 16209        | Ophagen 3 (Lage) | O   | Wohnhaus | | 1902                                                    | Schultz, Johann Theodor                                                              | 30273    | |
| 15367        | Ophagen 4 (Lage) | O   | Wohnhaus | | 1900, um                                                |                                                                                      | 30149    | |
| 15349        | Ophagen 6 (Lage) | O   | Wohnhaus | | 1900, um                                                |                                                                                      | 30149    | |
| 13046        | Ophagen 8 (Lage) | O   | Wohnhaus | | 1900, um                                                |                                                                                      | 30149    | |
| 30310        | Ophagen 13, 15 (Lage) | E   | | Ophagen 13-15                                                                                                 |                                                         |                                                                                      | 30310    | |
| 15178        | Ophagen 13 (Lage) | O   | Wohnhaus | | 1900, um                                                |                                                                                      | 30310    | |
| 15177        | Ophagen 15 (Lage) | O   | Wohnhaus | | 1900, um                                                |                                                                                      | 30310    | |
| 15259        | Ophagen 18 (Lage) | O   | Siedlungsbau                                                                                                   | | 1925                                                    | Ostermeyer, Friedrich                                                                | 30148    | |
| 16199        | Ophagen 20 (Lage) | O   | Siedlungsbau                                                                                                   | | 1925                                                    | Ostermeyer, Friedrich                                                                | 30148    | |
| 16200        | Ophagen 21 (Lage) | O   | Siedlungsbau                                                                                                   | | 1926                                                    | Ostermeyer, Friedrich                                                                | 30148    | |
| 15172        | Ophagen 22 (Lage) | O   | Siedlungsbau                                                                                                   | | 1925                                                    | Ostermeyer, Friedrich                                                                | 30148    | |
| 13045        | Ophagen 23 (Lage) | O   | Siedlungsbau                                                                                                   | | 1926                                                    | Ostermeyer, Friedrich                                                                | 30148    | |
| 15372        | Ophagen 25 (Lage) | O   | Siedlungsbau                                                                                                   | | 1926                                                    | Ostermeyer, Friedrich                                                                | 30148    | |
| 15145        | Övelgönner Straße 3 (Lage) | O   | Etagenhaus | | 1907                                                    |                                                                                      | 30233    | |
| 15342        | Övelgönner Straße 5 (Lage) | O   | Etagenhaus | | 1900, um                                                |                                                                                      | 30233    | |
| 15256        | Övelgönner Straße 7 (Lage) | O   | Etagenhaus | | 1900, um                                                |                                                                                      | 30233    | |
| 15247        | Övelgönner Straße 9 (Lage) | O   | Etagenhaus | | 1900, um                                                |                                                                                      | 30233    | |
| 16211        | Övelgönner Straße 11 (Lage) | O   | Etagenhaus | | 1900, um                                                |                                                                                      | 30233    | |
| 30274        | Övelgönner Straße 25, 27, Stenvort 3 (Lage) | E   | | Övelgönner Straße / Stenvort                                                                                  |                                                         |                                                                                      | 30274    | |
| 15354        | Övelgönner Straße 25 (Lage) | O   | Etagenhaus | | 1900, um                                                |                                                                                      | 30274    | |
| 15339        | Övelgönner Straße 27 (Lage) | O   | Etagenhaus | | 1900, um                                                |                                                                                      | 30274    | |
| 15162        | Paulinenallee 48 (Lage) | O   | Etagenhaus | | 1905                                                    | Folck, Hermann                                                                       | 30147    | |
| 15495        | Paulinenallee 50 (Lage) | O   | Etagenhaus | | 1905                                                    | Amende, August                                                                       | 30147    | |
| 15442        | Paulinenallee 52 (Lage) | O   | Etagenhaus | | 1907                                                    | Amende, August                                                                       | 30147    | |
| 15507        | Paulinenallee 54 (Lage) | O   | Etagenhaus | | 1907                                                    | Amende, August                                                                       | 30147    | |
| 15338        | Paulinenallee 56 (Lage) | O   | Etagenhaus | | 1908                                                    | Martin, W.                                                                           | 30147    | |
| 15161        | Paulinenallee 58 (Lage) | O   | Etagenhaus | | 1908                                                    | Martin, W.                                                                           | 30147    | |
| 13044        | Paulinenallee 60 (Lage) | O   | Etagenhaus | | 1909                                                    | Martin, W.                                                                           | 30147    | |
| 14942        | Pinneberger Weg 3 (Lage) | O   | Etagenhaus | | 1900                                                    | Lindner, Friedrich Otto                                                              | 30149    | |
| 15344        | Pinneberger Weg 5 (Lage) | O   | Etagenhaus | | 1900                                                    | Lindner, Friedrich Otto                                                              | 30149    | |
| 13995        | Pinneberger Weg 7 (Lage) | O   | Etagenhaus | | 1900                                                    | Lindner, Friedrich Otto                                                              | 30149    | |
| 14944        | Pinneberger Weg 9 (Lage) | O   | Etagenhaus | | 1900; 1953 (Wiederaufbau)                               | Lindner, Friedrich Otto                                                              | 30149    | |
| 16212        | Pinneberger Weg 11 (Lage) | O   | Etagenhaus | | 1900                                                    | Lindner, Friedrich Otto                                                              | 30149    | |
| 16032        | Pinneberger Weg 13 (Lage) | O   | Etagenhaus | | 1902                                                    | Olesen, Johannes                                                                     | 30149    | |
| 15512        | Pinneberger Weg 15 (Lage) | O   | Etagenhaus | | 1904/05                                                 | Meyer, Claus                                                                         | 30233    | |
| 16034        | Pinneberger Weg 17 (Lage) | O   | Etagenhaus | | 1905                                                    | Meyer, Claus                                                                         | 30233    | |
| 15341        | Pinneberger Weg 19 (Lage) | O   | Etagenhaus | | 1909/1910                                               | Pierstorff & Plötz (Pierstorff, Ulrich/Plötz, Carl)                                  | 30233    | |
| 16203        | Pinneberger Weg 21 (Lage) | O   | Etagenhaus | | 1907/08                                                 | Olesen, Johannes                                                                     | 30233    | |
| 16213        | Pinneberger Weg 23 (Lage) | O   | Etagenhaus | | 1907                                                    | Barca, Adolph/Pierstorff, Ulrich                                                     | 30233    | |
| 15511        | Pinneberger Weg 25 (Lage) | O   | Etagenhaus | | 1907                                                    |                                                                                      | 30233    | |
| 15668        | Präsident-Krahn-Straße 22 (Lage) | O   | Etagenhaus | | 1902                                                    |                                                                                      | 30269    | |
| 15752        | Präsident-Krahn-Straße 23 (Lage) | O   | Etagenhaus | | 1901                                                    |                                                                                      | 30269    | |
| 15760        | Präsident-Krahn-Straße 24 (Lage) | O   | Etagenhaus | | 1900, um                                                |                                                                                      | 30269    | |
| 14936        | Schnellstraße 15 (Lage) | O   | Etagenhaus | | 1953                                                    | Meyer, Hans                                                                          | 30151    | |
| 15262        | Schnellstraße 17 (Lage) | O   | Etagenhaus | | 1953                                                    | Meyer, Hans                                                                          | 30151    | |
| 15264        | Schnellstraße 19 (Lage) | O   | Etagenhaus | | 1953                                                    | Meyer, Hans                                                                          | 30151    | |
| 13051        | Schnellstraße 21 (Lage) | O   | Etagenhaus | | 1953                                                    | Meyer, Hans                                                                          | 30151    | |
| 16776        | Schnellstraße 23 (Lage) | O   | Etagenhaus | | 1901/1902; 1948 (Wiederaufbau)                          | Wedegärtner, August; Meyer, Hans (Wiederaufbau)                                      | 30234    | |
| 15476        | Schnellstraße 25 (Lage) | O   | Etagenhaus | | 1901/1902; 1948 (Wiederaufbau)                          | Wedegärtner, August; Meyer, H. (Wiederaufbau)                                        | 30234    | |
| 15685        | Schnellstraße 27 (Lage) | O   | Siedlungsbau                                                                                                   | | 1948 (Wiederaufbau)                                     |                                                                                      | 30234    | |
| 14926        | Schnellstraße 29 (Lage) | O   | Siedlungsbau                                                                                                   | | 1948 (Wiederaufbau)                                     |                                                                                      | 30234    | |
| 15660        | Schnellstraße 30 (Lage) | O   | Etagenhaus | | 1897                                                    | Wedegärtner, August                                                                  | 30332    | |
| 14922        | Schnellstraße 31 (Lage) | O   | Siedlungsbau                                                                                                   | | 1948 (Wiederaufbau)                                     |                                                                                      | 30234    | |
| 16774        | Schnellstraße 32 (Lage) | O   | Etagenhaus | | 1897                                                    | Wedegärtner, August                                                                  | 30332    | |
| 16781        | Schnellstraße 33 (Lage) | O   | Siedlungsbau                                                                                                   | | 1901/1902                                               |                                                                                      | 30234    | |
| 16263        | Schnellstraße 34 (Lage) | O   | Etagenhaus | | 1897                                                    | Wedegärtner, August                                                                  | 30332    | |
| 16760        | Schnellstraße 35 (Lage) | O   | Siedlungsbau                                                                                                   | | 1901/1902                                               | Wedegärtner, August                                                                  | 30234    | |
| 15672        | Schnellstraße 37 (Lage) | O   | Siedlungsbau                                                                                                   | | 1901/1902                                               | Wedegärtner, August                                                                  | 30234    | |
| 15900        | Schnellstraße 39 (Lage) | O   | Siedlungsbau                                                                                                   | | 1901/1902                                               | Wedegärtner, August                                                                  | 30234    | |
| 16779        | Schnellstraße 41 (Lage) | O   | Siedlungsbau                                                                                                   | | 1901/1902                                               | Wedegärtner, August                                                                  | 30234    | |
| 15673        | Schnellstraße 43 (Lage) | O   | Siedlungsbau                                                                                                   | | 1901/1902                                               | Wedegärtner, August                                                                  | 30234    | |
| 15148        | Schnellstraße 45 (Lage) | O   | Siedlungsbau                                                                                                   | | 1901/1902                                               | Wedegärtner, August                                                                  | 30234    | |
| 15184        | Stenvort 1 (Lage) | O   | Etagenhaus | | 1905/1910, um                                           |                                                                                      | 30273    | |
| 16028        | Stenvort 3 (Lage) | O   | Etagenhaus | | 1906/07                                                 | Schultz, Johann Theodor (vermutl.)                                                   | 30274    | |
| 13099        | Stenvort o.Nr. (Lage) | O   | Grenzstein | | 1881                                                    |                                                                                      |          | |
| 28691        | Stenvort o.Nr. (Lage) | O   | Grenzstein | | 1907                                                    |                                                                                      |          | BW |
| 43776        | Stresemannstraße 114 (Lage) | O   | Sternbrücke | Kasematte, Gewerbebau                                                                                         | 1920er Jahre                                            |                                                                                      | 43773    | |
| 14000        | Stresemannstraße 132, 132a (Lage) | O   | Etagenhaus; Gebäude (Hofbebauung)                                                                              | | 1914                                                    | Neugebauer, Fritz                                                                    |          | |
| 30335        | Stresemannstraße 142, 144, 146, 148, 150 (Lage) | E   | | Stresemannstraße 142-150                                                                                      |                                                         |                                                                                      | 30335    | BW |
| 15711        | Stresemannstraße 142, 144 (Lage) | O   | Etagenhaus | | 1907                                                    | Schmidt & Liedtke                                                                    | 30335    | |
| 15702        | Stresemannstraße 146 (Lage) | O   | Etagenhaus | | 1906                                                    | Sohn, H.                                                                             | 30335    | |
| 15703        | Stresemannstraße 148, 150 (Lage) | O   | Etagenhaus | | 1907                                                    | Sohn, H.                                                                             | 30335    | |
| 15733        | Stresemannstraße 162 (Lage) | O   | Polizeiwache                                                                                                   | | 1904                                                    | Stadtbauamt Altona (Hobohm, Rudolf/Brandt)                                           |          | |
| 15356        | Vereinsweg 1 (Lage) | O   | Etagenhaus | | 1911/1912                                               | Meyer, Hans                                                                          | 30045    | |
| 15763        | Vereinsweg 3 (Lage) | O   | Etagenhaus | | 1912; 1950/51 (Wiederaufbau)                            | Meyer, Hans                                                                          | 30045    | |
| 14932        | Vereinsweg 7 (Lage) | O   | Etagenhaus | | 1912; 1950/51 (Wiederaufbau)                            | Meyer, Hans                                                                          | 30045    | |
| 15258        | Waidmannstraße 1 (Lage) | O   | Siedlungsbau                                                                                                   | | 1928                                                    | Ostermeyer, Friedrich                                                                | 30148    | |
| 15515        | Waidmannstraße 2 (Lage) | O   | Siedlungsbau                                                                                                   | | 1928, um                                                | Ostermeyer, Friedrich                                                                | 30148    | |
| 15508        | Waidmannstraße 3 (Lage) | O   | Siedlungsbau                                                                                                   | | 1928                                                    | Ostermeyer, Friedrich                                                                | 30148    | |
| 15347        | Waidmannstraße 4 (Lage) | O   | Siedlungsbau                                                                                                   | | 1928, um                                                | Ostermeyer, Friedrich                                                                | 30148    | |
| 15343        | Waidmannstraße 5 (Lage) | O   | Siedlungsbau                                                                                                   | | 1929–1930                                               | Oelsner, Gustav                                                                      | 30235    | |
| 16204        | Waidmannstraße 6 (Lage) | O   | Siedlungsbau                                                                                                   | | 1928, um                                                | Ostermeyer, Friedrich                                                                | 30148    | |
| 14943        | Waidmannstraße 8 (Lage) | O   | Siedlungsbau                                                                                                   | | 1928, um                                                | Ostermeyer, Friedrich                                                                | 30148    | |
| 15150        | Waidmannstraße 8a (Lage) | O   | Siedlungsbau                                                                                                   | | 1928, um                                                | Ostermeyer, Friedrich                                                                | 30148    | |
| 29361        | Waidmannstraße 16 (Lage) | O   | Fabrikanlage                                                                                                   | Waidmannstraße 16, Gebäude und seitlich begrenzende Pappelreihen                                              | 1923                                                    | Esselmann & Gerntke (Esselmann, Heinz/Gerntke; Max)                                  |          | |
| 15663        | Zeiseweg 4 (Lage) | O   | Etagenhaus | | 1950                                                    |                                                                                      | 30309    | |
| 15762        | Zeiseweg 6 (Lage) | O   | Etagenhaus | | 1950                                                    |                                                                                      | 30309    | |
| 15898        | Zeiseweg 8 (Lage) | O   | Etagenhaus | | 1950                                                    |                                                                                      | 30309    | |
| 15357 (1884) | Zeiseweg 9 (Lage) | O   | Kasernengebäude                                                                                                | Viktoria-Kaserne (Mannschaftsgebäude, Block III)                                                              | 1881–83 (Block III)                                     |                                                                                      | 30276    | |
| 16756        | Zeiseweg 10 (Lage) | O   | Etagenhaus | | 1893                                                    |                                                                                      | 30309    | |
| 15484        | Zeiseweg 12 (Lage) | O   | Etagenhaus | | 1893                                                    |                                                                                      | 30309    | |
| 16221        | Zeiseweg 14 (Lage) | O   | Etagenhaus | | 1893                                                    |                                                                                      | 30309    | |
| 15529        | Zeiseweg 16 (Lage) | O   | Etagenhaus | | 1892/93                                                 | Markmann, Gustav                                                                     | 30309    | |
| 16262        | Zeiseweg 18 (Lage) | O   | Etagenhaus | | 1892/93                                                 | Markmann, Gustav                                                                     | 30309    | |
| 14385        | Zeiseweg 40 (Lage) | O   | Etagenhaus | | 1870, um                                                |                                                                                      | 30047    | |
| 16769 (1912) | Zeiseweg 42 (Lage) | O   | Etagenhaus | | 1870, um                                                |                                                                                      | 30047    | |